# Guerra indo-pakistana del 1971
La guerra indo-pakistana del 1971 o terza guerra indo-pakistana venne combattuta tra il 3 e il 17 dicembre 1971, e vide fronteggiarsi da un lato le forze del Pakistan e dall'altro quelle dell'India, intervenute a sostegno dei guerriglieri indipendentisti bengalesi del Mukti Bahini. Per numero di soldati coinvolti e numero di vittime, il conflitto del 1971 fu il maggiore della serie di guerre combattute tra India e Pakistan dal momento della loro indipendenza.
Le cause del conflitto risalgono allo scoppio, nel marzo 1971, della violenta guerra di liberazione bengalese: da sempre un'area discriminata e trascurata dal governo centrale pakistano, la regione del Pakistan orientale (l'odierno Bangladesh) vide nascere un forte movimento nazionalista e autonomista incarnato dalla cosiddetta "Lega Awami", la cui repressione da parte delle forze militari pakistane innescò la spirale di un sanguinoso conflitto civile. Il governo indiano del primo ministro Indira Gandhi decise quindi di intervenire nel conflitto sia per far cessare l'esodo dei profughi bengalesi, che destabilizzava le regioni orientali dell'India, sia per vibrare un duro colpo agli eterni nemici pakistani sfruttando la situazione. Inizialmente gli indiani si limitarono a fornire armi e basi sicure ai guerriglieri bengalesi del Mukti Bahini, ma in seguito iniziarono ad ammassare truppe ai confini in vista di un intervento diretto nella regione; i preparativi militari indiani non sfuggirono all'attenzione dell'alto comando pakistano, che decise di sferrare un attacco preventivo facendo precipitare la situazione verso un conflitto a tutto campo.
Benché durata in definitiva solo due settimane, la guerra vide un'intensa attività bellica da parte dei due contendenti. Sul fronte occidentale, lungo quello che è l'attuale confine tra India e Pakistan, le due parti si affrontarono in una serie di scontri su una gran varietà di teatri, dalle montagne del Kashmir alle paludi del Rann di Kutch passando per le foreste del Punjab e i deserti del Rajasthan,  con alterne vicende e senza che uno dei contendenti riuscisse a imporsi sull'altro; a est, invece, la schiacciante superiorità numerica delle forze indo-bengalesi segnò il destino della guarnigione pakistana del Pakistan orientale, attaccata da tutti i lati e infine travolta. La presa di Dacca il 16 dicembre e la resa delle forze pakistane a est segnarono la fine del conflitto, ufficialmente terminato il 17 dicembre con la stipula di un cessate il fuoco.
La composizione del conflitto richiese diversi mesi di negoziati, conclusi infine dalla firma dell'accordo di Simla il 2 luglio 1972; il Bangladesh ottenne una piena indipendenza come Stato sovrano, mentre il conteso confine indo-pakistano nella regione del Kashmir venne fissato lungo la cosiddetta "Linea di controllo" rispettata ancora oggi.

## Antefatti

### I due Pakistan
La proclamazione il 15 agosto 1947 della fine del dominio coloniale del Regno Unito sull'Impero anglo-indiano, e la conseguente spartizione di quest'ultimo in due distinte comunità statali rispettivamente a maggioranza indù e a maggioranza islamica, fu foriera di problemi. La definizione dei confini delle due nuove compagini statali, in particolare nella contesa regione del Kashmir, degenerò in scontri armati tra le opposte fazioni ed esodi delle rispettive popolazioni, scacciate con la forza dalle terre dove abitavano; le forze armate dei neonati India e Pakistan si affrontarono apertamente in due sanguinosi conflitti, nel 1947 e poi ancora nel 1965, con continue scaramucce e schermaglie durante i periodi di pace.

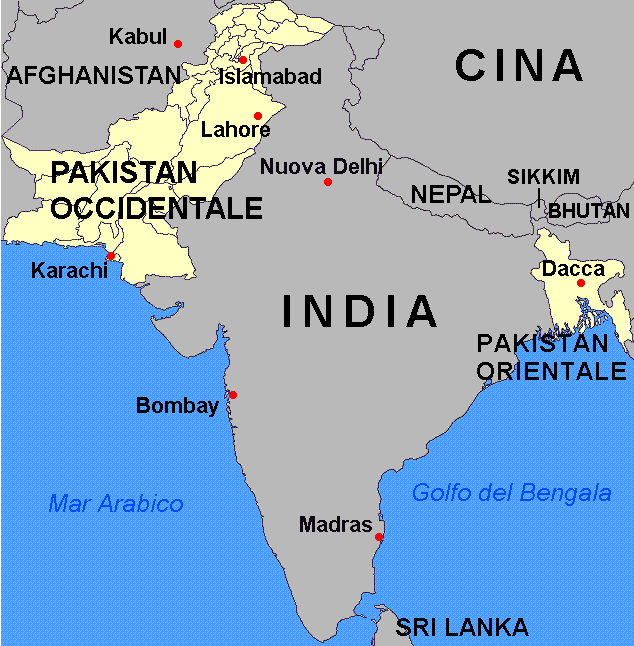
Il Pakistan nel 1970

Vi era poi un altro grave problema lasciato in eredità dalla spartizione dell'Impero anglo-indiano. Se lo Stato a maggioranza indù (ovvero l'India) era stato concepito come territorialmente compatto, lo Stato a maggioranza islamica (ovvero il Pakistan) fu costituito come due masse distinte e non contigue (appunto il Pakistan occidentale e il Pakistan orientale), separate da 1 600 chilometri di territorio indiano. La separazione territoriale delle due metà del Pakistan finì con il riflettersi anche nel campo politico ed economico: fin dalla sua origine, nel Pakistan occidentale vennero a concentrarsi le sedi del potere politico e militare, mentre il Pakistan orientale, composto dalle zone dell'antica regione del Bengala abitate in maggioranza da musulmani, divenne una provincia negletta e largamente trascurata dal governo centrale. Sebbene la popolazione della metà orientale fosse più numerosa di quella occidentale (75 milioni di abitanti contro 55 milioni nel 1970), i bengalesi esprimevano solo il 16% del gruppo dirigente del Pakistan e solo il 5% degli ufficiali dell'esercito nazionale; solo il 30% degli investimenti del governo di Islamabad era destinato alle regioni orientali, sebbene con le sue coltivazioni agricole il Pakistan orientale contribuisse al 75% delle esportazioni complessive della nazione; la lingua urdu, parlata nelle regioni occidentali, era imposta come lingua ufficiale anche nella metà orientale, dove la massa della popolazione parlava il bengalese.
Il periodo successivo alla guerra indo-pakistana del 1965 vide un netto peggioramento della situazione. La guerra, conclusasi sostanzialmente con un nulla di fatto, lasciò il Pakistan in uno stato di forte crisi economica, acuita dalle sanzioni inflitte tanto ai pakistani quanto agli indiani dai loro tradizionali partner commerciali, il Regno Unito e gli Stati Uniti d'America; le piazze si riempirono di manifestanti, guidati nell'ovest dal Partito Popolare Pakistano (PPP) di Zulfiqar Ali Bhutto, di ispirazione socialista e favorevole a una struttura centralista dello Stato, e nell'est dalla Lega Popolare Bengalese (o Lega Awami) di Sheikh Mujibur Rahman, che propugnava la richiesta di una maggiore autonomia per il Pakistan orientale. I tentativi del presidente Ayyub Khan, un generale al potere con metodi autoritari fin dal 1958, di calmare la situazione tramite compromessi al ribasso scontentarono gli ambienti militari, che nel marzo 1969 promossero un colpo di stato incruento ai suoi danni: pur sospendendo la costituzione e proclamando la legge marziale, il nuovo presidente, il generale Yahya Khan, si fece promotore di un estremo tentativo di riconciliazione politica promulgando una serie di riforme dell'apparato statale in senso più democratico e federale, fino a prevedere l'indizione per la fine del 1970 delle prime elezioni politiche generali della storia del Pakistan.

### La rivolta del Bangladesh

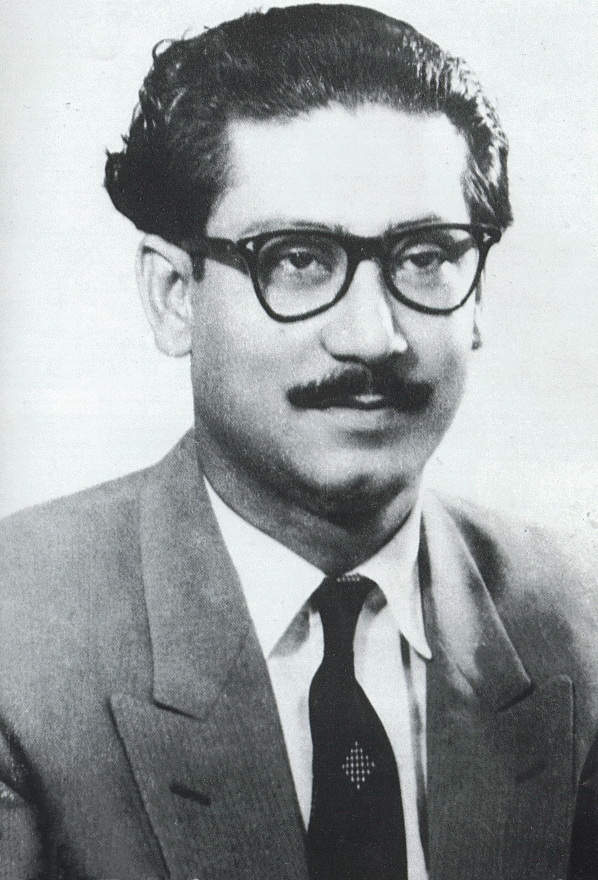
Sheikh Mujibur Rahman, leader del movimento autonomista bengalese

Le elezioni pakistane furono posticipate al 7 dicembre 1970 a causa dell'abbattersi, sulle regioni orientali, del ciclone Bhola del novembre 1970, che con circa 500 000 vittime fu ricordato come il più violento ciclone tropicale della storia; la disastrosa gestione dell'emergenza da parte delle autorità centrali pakistane favorì inevitabilmente la causa autonomista della Lega Awami di Mujibur Rahman, che ottenne una schiacciante vittoria elettorale nel Pakistan orientale, mentre all'ovest fu il PPP di Bhutto a imporsi. Il risultato della consultazione consegnò agli autonomisti della Lega Awami una maggioranza assoluta nel parlamento nazionale pakistano, ma né il PPP né il presidente Yahya Khan si dimostrarono disposti ad accettare un simile esito; mentre le consultazioni politiche a tre si rivelarono incapaci di portare una soluzione condivisa, il Pakistan orientale fu scosso da scioperi, manifestazioni ed episodi di disobbedienza civile che degenerarono in sanguinose violenze reciproche tra le comunità bengalesi e degli immigrati "occidentali" presenti nella regione. Lo stato di prossima insurrezione che si respirava nel Pakistan orientale fece il gioco degli ambienti militari, che da tempo preparavano una soluzione violenta della crisi politica.
Dopo la proclamazione della legge marziale nel Pakistan orientale e l'attribuzione di pieni poteri al comandante della guarnigione militare locale, il generale Tikka Khan, nella notte tra il 25 e il 26 marzo 1971 le truppe pakistane lanciarono l'operazione Searchlight: nel tentativo di decapitare in un solo colpo l'élite culturale e politica bengalese, i militari attuarono un'ondata di arresti contro gli esponenti della Lega Awami e i sospetti elementi separatisti nelle amministrazioni pubbliche e nelle forze armate locali; lo stesso Mujibur Rahman venne fatto prigioniero dalle forze speciali pakistane nella sua casa di Dacca. L'azione portò allo scoppio di una guerra aperta, combattuta senza esclusione di colpi: gli elementi bengalesi delle forze armate e di polizia si ammutinarono in massa, e già il 26 marzo il maggiore Ziaur Rahman proclamò ufficialmente l'indipendenza del Pakistan orientale come "Repubblica popolare del Bangladesh"; un Governo provvisorio del Bangladesh sotto Tajuddin Ahmad fu poi istituito il 17 aprile seguente da membri della Lega Awami riparati a Calcutta sotto la protezione dell'India, mentre i reparti ammutinati furono riorganizzati nel movimento del Mukti Bahini ("Forza di Liberazione") sotto il comando del generale Muhammad Ataul Gani Osmani, scatenando in tutto il paese una guerriglia contro le truppe pakistane.

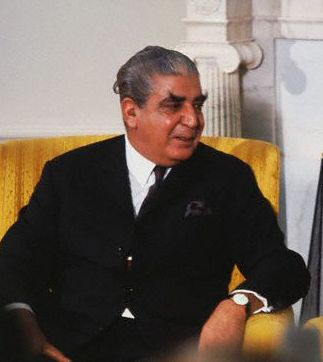
Yahya Khan, presidente del Pakistan del 1969 al 1971

Entro il maggio del 1971, prima che la stagione del monsone ponesse un forzato stop alle operazioni su vasta scala fino ad ottobre, le forze pakistane si assicurarono con la forza il controllo dei principali centri abitati e delle linee di comunicazione più importanti, mentre nelle campagne imperversavano i guerriglieri del Mukti Bahini; la guerra di liberazione bengalese si caratterizzò per un livello di brutalità altissimo, con un numero di vittime alla sua conclusione stimato tra le 300 000 e 1,5 milioni, al punto da sollevare nei confronti dei pakistani l'accusa di aver consapevolmente attuato un vero e proprio genocidico del popolo bengalese. Almeno 10 milioni di profughi bengalesi si riversarono in India, ponendo in seria difficoltà le autorità locali che già avevano molti problemi a garantire livelli di vita accettabili per la loro stessa popolazione; l'afflusso di profughi musulmani rischiò inoltre di alterare il delicato equilibrio etnico-religioso nello Stato indiano del Bengala Occidentale, già teatro di disordini e guerriglie negli anni 1960, minacciando di far degenerare la situazione all'interno della stessa India.

### L'intervento indiano
Il governo del primo ministro indiano Indira Gandhi, al potere dal 1966, era preoccupato per le tendenze radicali di sinistra messe in luce dal governo provvisorio bengalese, ma la prospettiva di sfruttare la situazione per vibrare un duro colpo al Pakistan fu più forte. Lo stato di perenne ostilità con il Pakistan, che si sommava al lungo contenzioso con la Cina per la definizione del confine tra i due paesi, obbligava Nuova Delhi a mantenere in piedi un vasto e costosissimo apparato militare (comprensivo di un programma per la realizzazione di armi nucleari avviato nel 1966), sottraendo notevoli risorse finanziarie ai vasti programmi di miglioramento sociale progettati da Gandhi; la possibilità di trasformare il Pakistan orientale da avamposto nemico in uno Stato indipendente, piccolo e grato all'India per l'aiuto fornito, consentiva di migliorare questa complessa situazione strategica. L'esodo biblico delle popolazioni bengalesi, e la brutalità della repressione attuata dai pakistani, fornivano poi i giusti elementi propagandistici per giustificare un intervento diretto dell'India nel conflitto.

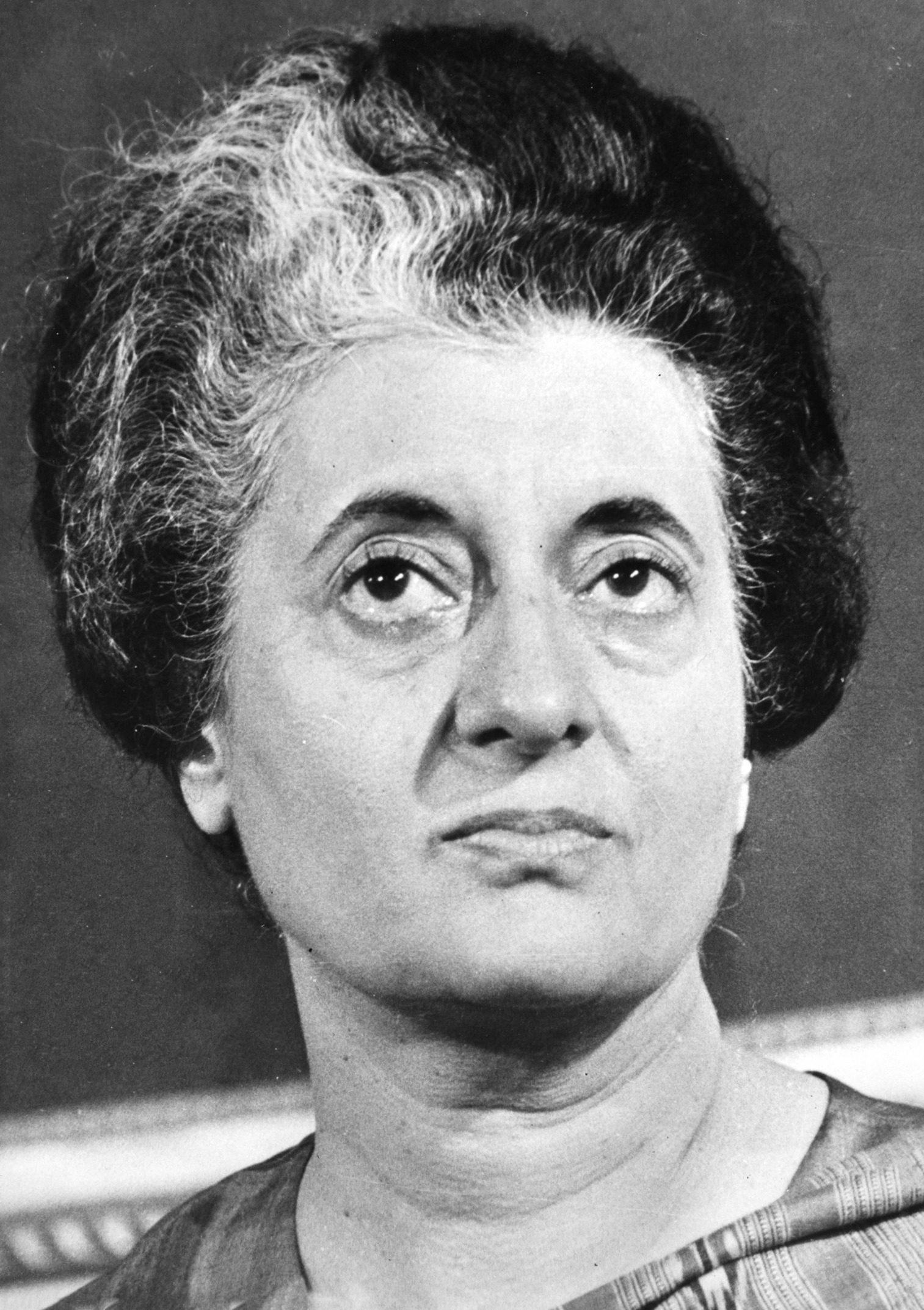
Il primo ministro dell'India Indira Gandhi

Inizialmente l'India si mosse in maniera cauta, attuando a partire dal maggio 1971 un'operazione segreta (operazione Jackpot) per fornire armi, addestramento e basi sicure oltre il confine ai guerriglieri del Mukti Bahini, mentre le forze armate indiane davano il via alla loro lenta procedura di mobilitazione e riunione delle forze; nel mentre il primo ministro Gandhi si impegnò in una forte offensiva diplomatica per preparare il terreno all'intervento armato, ottenendo l'appoggio aperto degli alleati sovietici (con i quali fu sottoscritto un trattato di amicizia e cooperazione militare nell'agosto 1971) e la promessa di una non ingerenza da parte di Stati Uniti e Cina. Entro novembre le forze armate indiane presero a sostenere molto più apertamente le azioni dei guerriglieri bengalesi, fornendo loro armi pesanti nonché appoggio di artiglieria per le loro incursioni transfrontaliere; alla fine della stagione delle piogge in ottobre il Mukti Bahini, salito a circa 100 000 effettivi entro il dicembre 1971, lanciò una serie di offensive per logorare e tenere impegnate le forze pakistane nelle regioni interne del Bangladesh, mentre sempre più forze indiane si andavano ad ammassare sulla frontiera.
Le avvisaglie di un intervento indiano nella crisi bengalese non erano sfuggite all'attenzione dei pakistani. Già in giugno si erano verificati i primi incidenti di frontiera a causa dei tentativi pakistani di intercettare armi e insorti bengalesi che tentavano di attraversare il confine; in ottobre e poi più intensamente in novembre, forze speciali pakistane furono inviate ad attuare missioni segrete oltre il confine con l'India, attaccando le linee ferroviarie e lanciando incursioni elitrasportate contro i campi d'addestramento della guerriglia situati nella zona di Belonia. Colonne di truppe e corazzati pakistani presero a inseguire i gruppi del Mukti Bahini che tentavano di rifugiarsi oltre frontiera, innescando scontri sempre più vasti con le forze indiane: il 20 ottobre indiani e pakistani si affrontarono a Kamalpur facendo uso anche di carri armati e artiglieria, il 21 novembre uno scontro tra corazzati delle due nazioni a Garibpur degenerò in una battaglia aperta coinvolgendo anche le forze aeree, mentre a Hilli un combattimento avviato il 26 novembre proseguì per diversi giorni ben dopo l'inizio ufficiale delle operazioni belliche tra i due paesi.
Davanti all'intensificarsi delle ostilità sulla frontiera con l'India, il 23 novembre il governo pakistano decretò lo stato di emergenza nazionale e avviò la mobilitazione generale delle sue forze armate. Consci della notevole sproporzione delle forze militari a vantaggio dell'India, i generali pakistani puntarono a una strategia basata sull'attacco preventivo: con il Pakistan orientale isolato e circondato su tre lati dal territorio indiano, l'unica speranza di salvezza per le truppe pakistane schierate a est era un deciso attacco sferrato sul fronte occidentale che potesse tenere impegnato il grosso delle forze dell'India, o quantomeno portare a guadagni territoriali con cui negoziare un accordo di pace favorevole. Come gran parte degli ambienti militari dell'epoca, anche i pakistani erano rimasti impressionati dall'operazione Focus del 5 giugno 1967, quando un improvviso attacco dell'Aeronautica militare israeliana sferrato "a freddo" aveva portato nel giro di poche ore all'annientamento delle principali forze aeree degli stati arabi confinanti, contribuendo in maniera determinante alla vittoria di Israele nella guerra dei sei giorni contro i suoi ben più numerosi nemici; una sorta di replica dell'operazione fu elaborata dai comandi pakistani, con la previsione di attacchi aerei simultanei e a sorpresa contro le principali basi indiane per distruggere al suolo l'aviazione di Nuova Delhi, preludio necessario per l'offensiva da sferrare a ovest. Autorizzata il 30 novembre, l'azione pakistana (operazione Chengiz Khan) venne sferrata al tramonto del 3 dicembre 1971, dando ufficialmente il via alla terza guerra indo-pakistana.

## Strategie a confronto
Lo scopo primario dell'azione militare indiana consisteva nell'insediare alla guida del Bangladesh un governo indipendente retto dagli esponenti della Lega Awami, onde far cessare il conflitto civile in corso nella regione, portare al rientro dei profughi alle loro case alleggerendo la pressione sulle regioni dell'India orientale, e allontanare definitivamente lo spettro di una guerra contro il Pakistan da condursi su due fronti. Per realizzare tali obiettivi, un grosso scaglione delle forze indiane si sarebbe concentrato a est per sferrare un'invasione su vasta scala del Pakistan orientale, mentre all'opposto sul fronte occidentale sarebbe stato tenuto un atteggiamento strettamente difensivo, con al limite solo ridotte operazioni offensive per guadagnare territori utili a eventuali negoziati di pace. Il fattore tempo era considerato determinate: la guerra doveva essere portata a termine nel più breve tempo possibile, onde scongiurare che combattimenti prolungati potessero portare all'intervento delle grandi potenze e a un cessate il fuoco imposto dalle Nazioni Unite prima che l'invasione del Pakistan orientale fosse portata a termine.
La rapidità era imposta anche dall'esigenza di prevenire qualunque intervento cinese nel conflitto: molte delle unità schierate per l'invasione del Pakistan orientale provenivano dai presìdi della frontiera indo-cinese e, per quanto Pechino avesse assicurato il suo disinteresse nella questione, vi era sempre il pericolo che i cinesi potessero sferrare un'offensiva nei territori di confine contesi approfittando dell'assenza delle truppe indiane impegnate altrove; l'avvio delle operazioni fu volutamente ritardato dagli indiani fino al novembre-dicembre del 1971, quando l'inizio delle nevicate invernali consentiva di difendere meglio i passi montani della catena dell'Himalaya che divideva la Cina dall'India.
La strategia dei pakistani era del tutto speculare a quella degli indiani: offensiva sul fronte occidentale, stretta difensiva su quello orientale. La situazione delle truppe schierate nel Pakistan orientale era critica: bloccati dai guerriglieri bengalesi attivi nelle campagne e fondamentalmente isolati dalla metà occidentale del paese, i presìdi pakistani dovevano tentare di resistere il più a lungo possibile per guadagnare tempo sfruttando la buona posizione difensiva data dal terreno, un intrico di fiumi e zone soggette a inondazioni. Il Pakistan orientale sarebbe stato difeso a ovest, con una decisa offensiva delle forze pakistane nel Kashmir e nel Punjab indiano: oltre ad attirare truppe indiane lontano dal fronte orientale e guadagnare terreno da usare come merce di scambio durante le trattative di pace, i comandanti pakistani puntavano in questo modo a prolungare il conflitto per il tempo necessario a coinvolgere in esso le grandi potenze e negoziare così un cessate il fuoco, salvando le unità schierate a est dall'annientamento; vi era poi la speranza che un'escalation dei combattimenti potesse spingere la Cina a entrare nel conflitto a favore di Islamabad.

## Forze in campo

### India

#### Forze terrestri

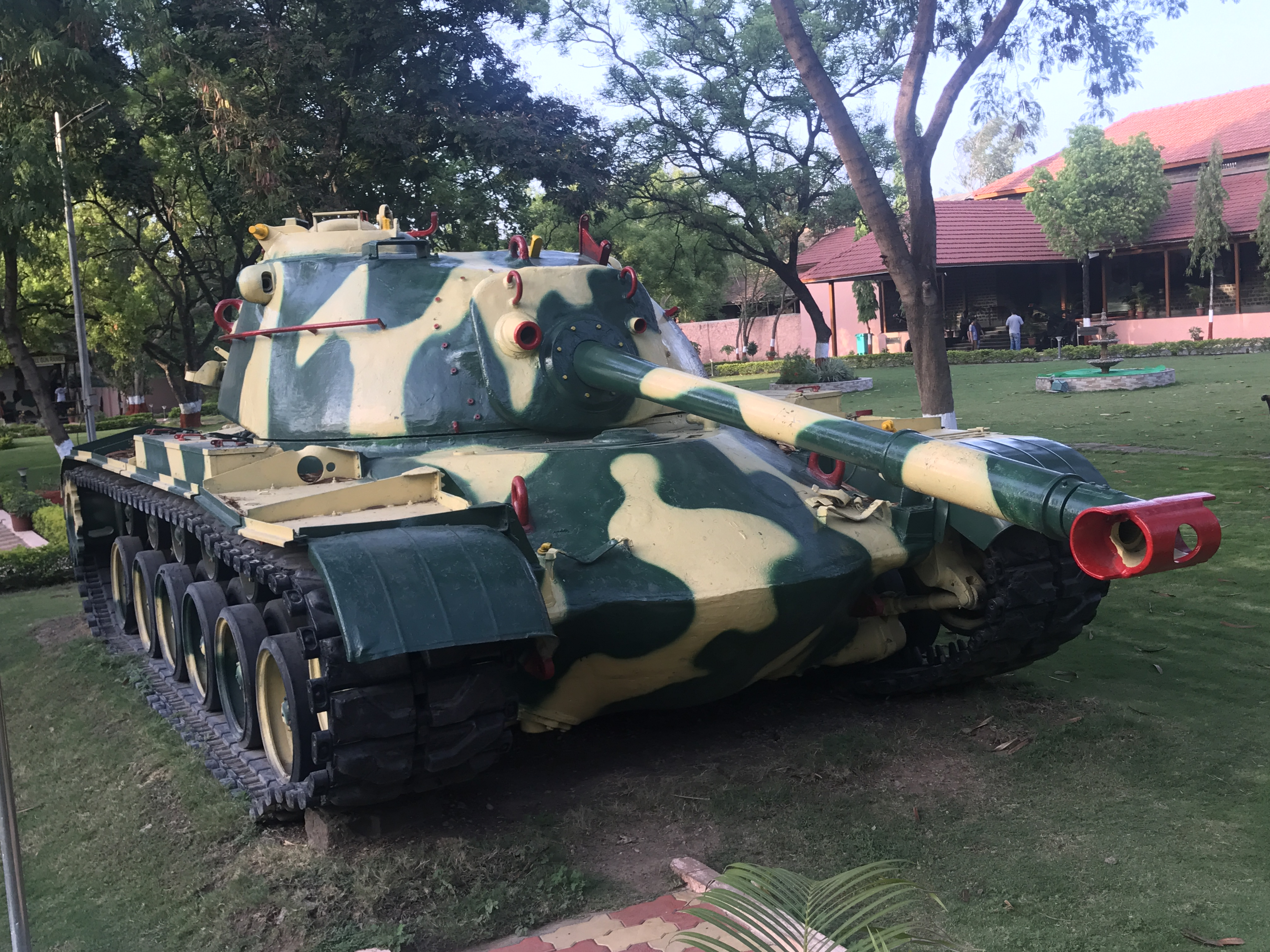
Un carro M47 Patton esposto al museo di Pune; il mezzo era uno dei carri più diffusi nei ranghi delle forze pakistane

Sia l'India che il Pakistan mobilitarono forze militari numericamente enormi, facendo della terza guerra indo-pakistana uno dei maggiori conflitti dell'epoca successiva alla seconda guerra mondiale. Sotto la direzione del capo di stato maggiore generale, maresciallo di campo Sam Manekshaw, l'Esercito dell'India mise in campo 833 000 effettivi suddivisi tra quattordici divisioni di fanteria, dieci divisioni da montagna, una divisione e due brigate indipendenti di mezzi corazzati e due brigate di paracadutisti, oltre a un considerevole schieramento di forze paramilitari e ausiliarie. Gli equipaggiamenti principali comprendevano circa 3 000 pezzi d'artiglieria di vario calibro e 1 450 carri armati; l'alleanza con l'Unione Sovietica aveva portato alla fornitura di carri medi T-54/55 e di carri leggeri anfibi PT-76 (molto utili per superare il dedalo di fiumi del Pakistan orientale), anche se alcune unità erano ancora equipaggiate con mezzi di provenienza occidentale come i carri medi britannici Centurion o i carri leggeri francesi AMX-13, oltre ad alcuni carri Vijayanta di produzione nazionale (una copia prodotta su licenza del britannico Vickers MBT).

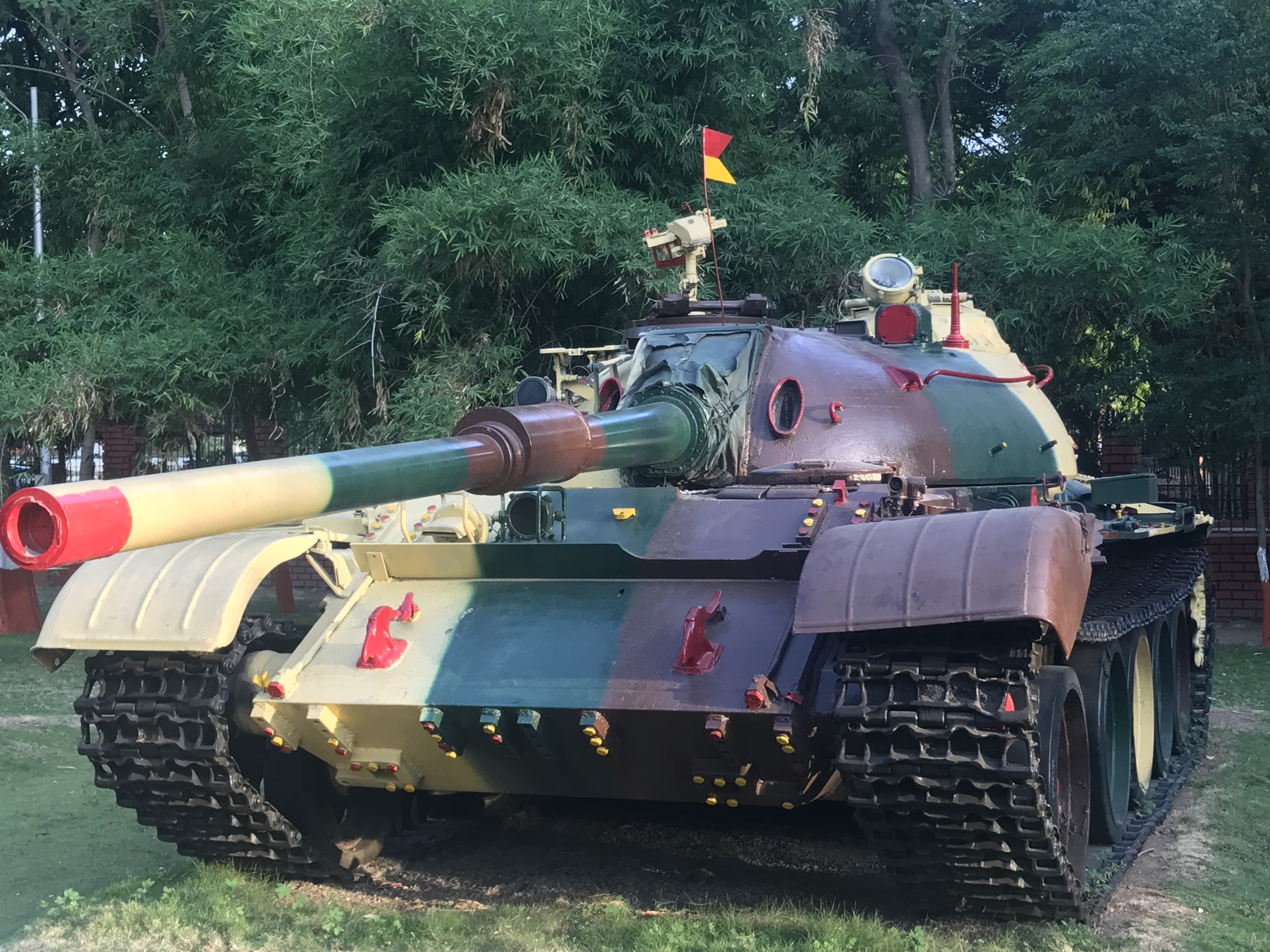
Un carro armato T-55 indiano, qui esposto al museo militare di Pune; il mezzo di fabbricazione sovietica era il carro più avanzato in dotazione alle forze di Nuova Delhi

Incaricato dell'offensiva a est era lo Eastern Command del tenente generale Jagjit Singh Aurora, il quale controllava quattro formazioni a livello di corpo d'armata: il settore occidentale, dal golfo del Bengala al corso del fiume Gange, era coperto dal II Corpo d'armata, con la 4ª Divisione da montagna, la 9ª Divisione fanteria e la 50ª Brigata paracadutisti indipendente; il settore orientale, dal confine con la Birmania al corso del fiume Surma, era affidato al IV Corpo d'armata con l'8ª, la 23ª e la 57ª Divisione da montagna, un distaccamento della Special Frontier Force (un'unità paramilitare composta da esuli tibetani) e due brigate di regolari del Mukti Bahini ("Kilo Force" ed "Echo Force"); il settore nord, dal Gange al Surma, era affidato a due distinte formazioni, divise dal corso del fiume Brahmaputra: il XXXIII Corpo d'armata a nord-ovest con la 6ª e la 20ª Divisione da montagna, e la 101ª Zona Comunicazioni (un comando amministrativo trasformato in unità operativa) a nord-est con due brigate da montagna indiane (la 95ª e la 167ª, giunta successivamente all'entrata in guerra) e una brigata di regolari del Mukti Bahini ("FJ Sector").
Il fronte occidentale era affidato a due distinti comandi, con il Western Command del tenente generale Kunhiraman Palat Candeth che copriva il settore settentrionale negli stati del Jammu e Kashmir e del Punjab, e con il Souther Command del tenente generale Gopal Gurunath Bewoor che difendeva gli stati del Rajasthan e del Gujarat; la prima formazione aveva ai suoi ordini tre corpi d'armata: da nord a sud, il XV Corpo (3ª, 19ª, 25ª, 10ª e 26ª Divisione fanteria), il I Corpo (39ª, 54ª e 36ª Divisione fanteria) e il IX Corpo (15ª, 7ª e 14ª Divisione fanteria, la 1ª Divisione corazzata, la 14ª Brigata corazzata indipendente, la 67ª e 163ª Brigata fanteria indipendente e la 51ª Brigata paracadutisti indipendente); il Souther Command schierava invece la 12ª e l'11ª Divisione fanteria e un gruppo indipendente per la difesa delle paludi del Rann di Kutch. Il Northen Command del tenente generale Manohar Lal Chibber copriva infine il confine con la Cina con cinque divisioni e tre brigate indipendenti.

#### Forze aeree e navali

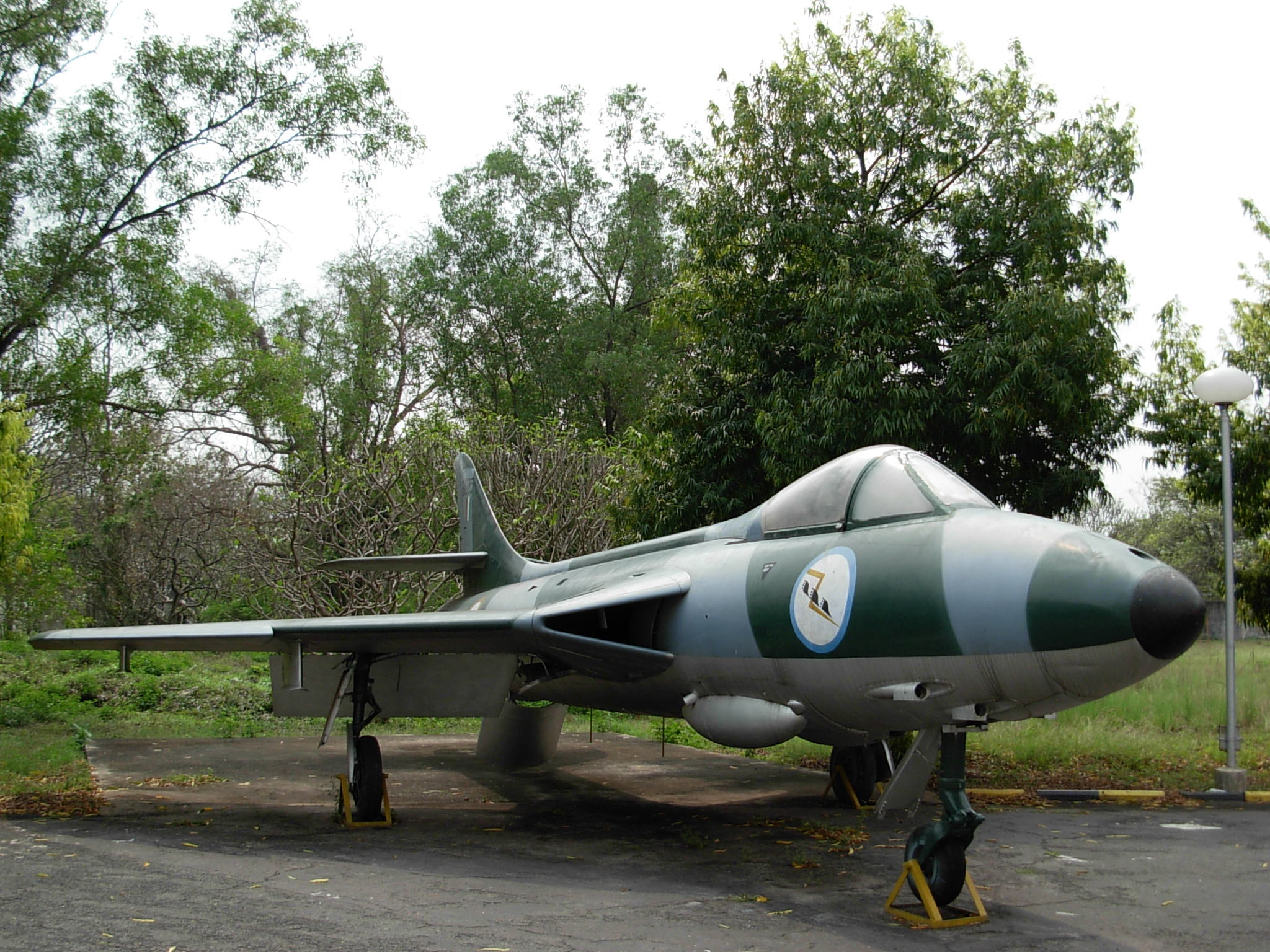
Un caccia Hawker Hunter con insegne indiane esposto al museo delle scienze di Kharagpur

L'Aeronautica militare dell'India, sotto il capo di stato maggiore maresciallo dell'aria Pratap Chandra Lal, era una forza in rapida espansione, con in organico 740 velivoli da combattimento (di cui però solo 630 erano effettivamente disponibili nel dicembre 1971 a causa di lavori di manutenzione e problemi con le riparazioni) e 450 tra aerei ed elicotteri da trasporto. L'inventario dei velivoli era piuttosto vario, andando da apparecchi di origine occidentale (caccia Hawker Hunter e de Havilland DH.100 Vampire e bombardieri English Electric Canberra britannici, caccia Dassault MD 454 Mystère IV francesi, aerei da trasporto Douglas C-47 Dakota/Skytrain e Fairchild C-119 Flying Boxcar statunitensi) a più recenti forniture sovietiche (caccia Mikoyan-Gurevich MiG-21 e Sukhoi Su-7, aerei da trasporto Antonov An-12 e Ilyushin Il-12, elicotteri Mil Mi-4 e Mil Mi-8), oltre ad alcuni modelli prodotti dalla nascente industria aeronautica indiana (caccia Folland Gnat e HAL HF-24 Marut); incentrare la linea di volo su ben otto diversi tipi di aerei da combattimento di provenienza così variegata era la causa dei frequenti problemi di manutenzione dei velivoli indiani, cronicamente afflitti da carenza di parti di ricambio.
L'aviazione copriva il fronte occidentale con il Western Air Command del vice maresciallo dell'aria Minoo Merwan Engineer, con 14 squadroni e due squadriglie da combattimento nel nord, quattro squadroni e una squadriglia nella zona centrale e quattro squadroni nel sud, mentre il fronte orientale era affidato allo Eastern Air Command del vice maresciallo Hari Chand Dewan con sette squadroni da combattimento e due squadriglie di elicotteri a ovest e quattro squadroni da combattimento e due squadriglie di elicotteri a est; sempre sul fronte orientale era schierata anche la piccola sezione aeronautica del Mukti Bahini ("Kilo Flight"), forte di due elicotteri e un aereo da trasporto.

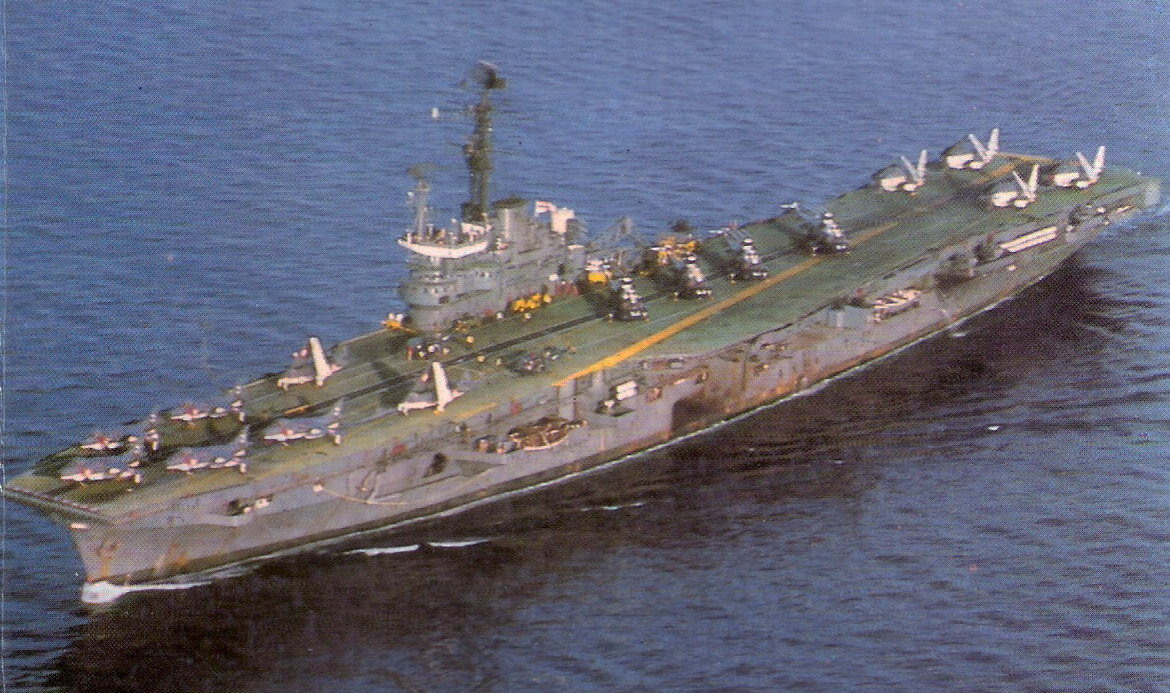
L'unità di punta della flotta indiana, la portaerei INS Vikrant

Anche la Marina militare dell'India, sotto il capo di stato maggiore ammiraglio Sardarilal Mathradas Nanda, era in fase di espansione. Il nucleo centrale della flotta era ancora rappresentato da unità cedute dal Regno Unito, spesso veterane della seconda guerra mondiale: la portaerei INS Vikrant (con a bordo caccia Hawker Sea Hawk e aerei anti-sommergibile Breguet Br 1050 Alizé), gli incrociatori leggeri INS Mysore e INS Delhi, i tre cacciatorpediniere classe Rajput, 14 fregate, dieci corvette e 16 dragamine; l'accordo con l'Unione Sovietica aveva fruttato la consegna di unità di più moderna concezione, ovvero quattro sottomarini classe Foxtrot, cinque corvette classe Petya, otto motomissilistiche classe Osa e due navi da sbarco classe Polnocny. In vista delle ostilità, la Marina aveva suddiviso le sue unità tra la Western Fleet del viceammiraglio Sourendra Nath Kohli a ovest con il Mysore, una dozzina tra cacciatorpediniere, fregate e corvette, due sottomarini e le otto motomissilistiche classe Osa, e la Eastern Fleet del viceammiraglio Nilakanta Krishnan a est con la Vikrant, cinque tra cacciatorpediniere, fregate e corvette e due sottomarini, mentre il resto delle unità era in riserva.

### Pakistan

#### Forze terrestri
Sotto la direzione del capo di stato maggiore generale Abdul Hamid Khan, l'Esercito pakistano schierava 365 000 uomini ripartiti in tredici divisioni di fanteria, due divisioni e due brigate indipendenti corazzate, per un totale di 850 carri armati e 800 pezzi d'artiglieria di ogni calibro; a integrare i regolari vi erano anche circa 280 000 uomini dei reparti paramilitari e della milizia, attivi soprattutto nell'est in compiti anti-insurrezionali. L'embargo sulla vendita degli armamenti imposto dagli Stati Uniti a seguito della guerra del 1965 aveva privato il Pakistan del suo principale fornitore di armi, per quanto nuovi contatti fossero stati stabiliti con Francia e Cina: il grosso delle forze corazzate annoverava principalmente mezzi statunitensi, tra cui residuati della seconda guerra mondiale come i carri leggeri M24 Chaffee, i cacciacarri M36 Jackson e i carri medi M4 Sherman ma anche più moderni carri medi M47 ed M48 Patton, mentre alcuni reparti avevano ricevuto i carri medi Type 59 (la copia cinese del T-55 sovietico) e dei carri leggeri PT-76 catturati agli indiani nella guerra del 1965.
Lo schieramento pakistano sul fronte occidentale, subordinato direttamente all'alto comando dell'esercito, consisteva in tre corpi d'armata e varie unità autonome. Il settore settentrionale del fronte, nella zona del Kashmir, era presidiato dai reparti paramilitari del Frontier Corps, mentre a difesa di Islamabad più a sud vi erano due divisioni di fanteria, la 12ª e la 23ª; la massa offensiva era rappresentata, da nord a sud, dal I, dal IV e dal II Corpo d'armata, riuniti nel Punjab pakistano: il primo si componeva dell'8ª, 15ª e 17ª Divisione fanteria, della 6ª Divisione corazzata e della 8ª Brigata corazzata indipendente, il secondo disponeva della 10ª e dell'11ª Divisione fanteria, di tre brigate autonome di fanteria (la 105ª, 212ª e 25ª Brigata) e della 3ª Brigata corazzata indipendente, mentre il terzo aveva ai suoi ordini la 33ª, 7ª e 18ª Divisione fanteria e la 1ª Divisione corazzata; la frontiera meridionale e le paludi del Rann di Kutch erano difese infine dai paramilitari del corpo dei Pakistan Rangers.
La difesa del Pakistan orientale era invece responsabilità dello Eastern Command del tenente generale Amir Abdullah Khan Niazi, il quale controllava cinque divisioni di fanteria: la 39ª schierata nel sud-est tra Dacca e Chittagong, la 36ª e la 14ª nel quadrante nord-est, la 16ª nel nord-ovest e la 9ª nel sud-ovest. La più forte di queste unità era la 14ª Divisione, la guarnigione tradizionale del Pakistan orientale, mentre la 9ª e la 16ª Divisione, arrivate dal Pakistan occidentale in aprile tramite un lungo ponte aereo via Sri Lanka, difettavano di armamenti pesanti; la 39ª e la 36ª Divisione erano unità raccogliticce, composte ad hoc da miliziani locali e dai reparti bengalesi rimasti fedeli al governo pakistano, carenti in morale ed equipaggiamenti.

#### Forze aeree e navali

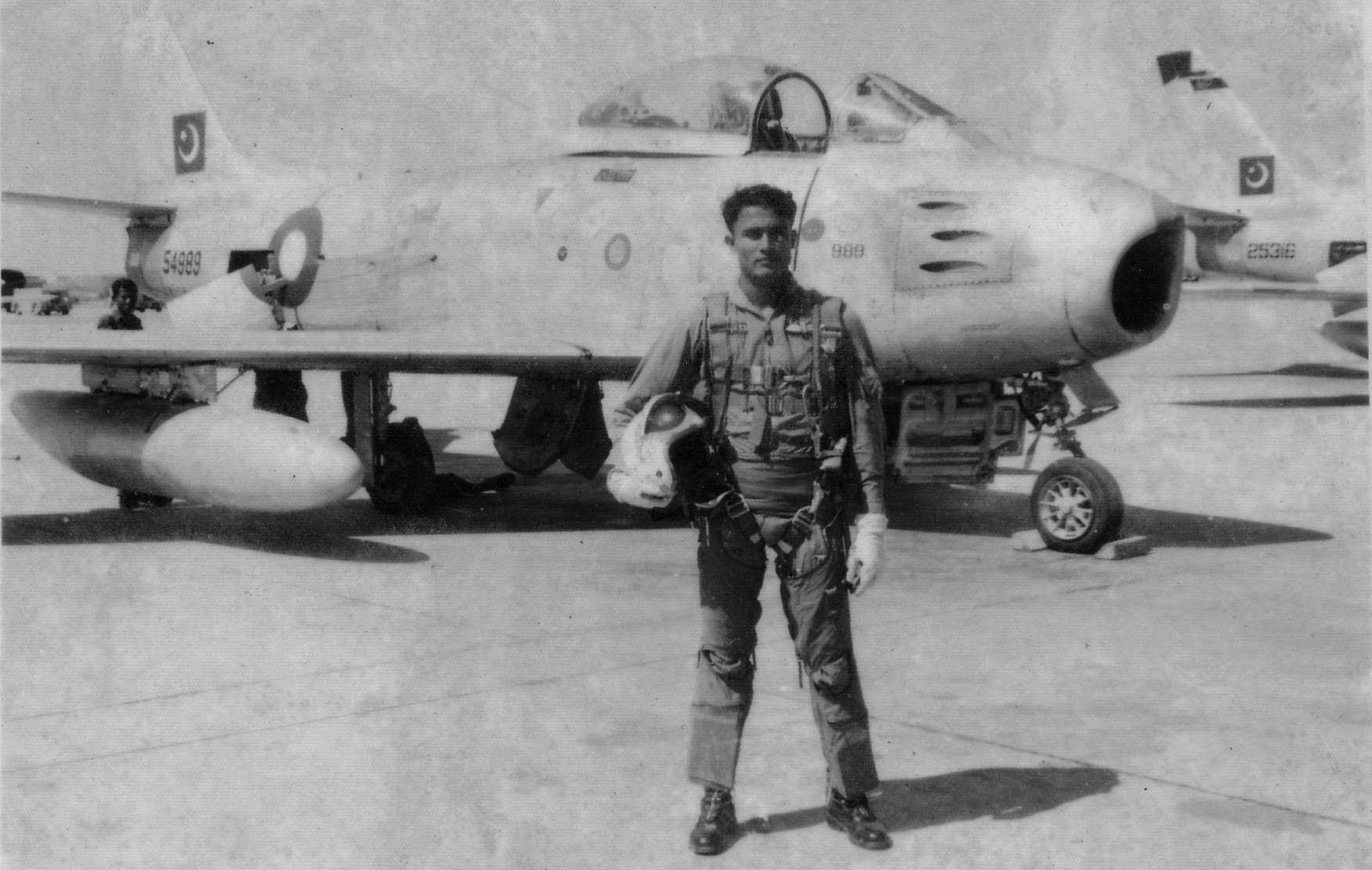
Un pilota pakistano in posa davanti a un caccia F-86 Sabre, cavallo di battaglia della Fi'saia Pakistana

Forte della buona prova dimostrata nella guerra del 1965, l'Aeronautica militare pakistana aveva fama di corpo molto professionale e con piloti ben addestrati, sebbene l'assenza di strutture produttive rendesse il Pakistan in materia di aviazione completamente dipendente dalle forniture straniere; di conseguenza, l'embargo statunitense aveva compromesso notevolmente la disponibilità di munizioni e parti di ricambio, mentre la diserzione o l'allontanamento degli elementi bengalesi (una discreta percentuale sul totale) aveva impoverito gli organici. Agli ordini del capo di stato maggiore, maresciallo dell'aria Abdur Rahim Khan, nel 1971 il Pakistan disponeva di circa 270 aerei da combattimento; cavallo di battaglia delle forze aeree pakistane era il caccia statunitense North American F-86 Sabre, obsoleto benché alcuni esemplari fossero stati modernizzati e dotati di missili aria-aria AIM-9 Sidewinder, mentre come bombardiere veniva impiegato il Martin B-57 Canberra.
Un'ultima fornitura prima dell'embargo aveva fruttato un lotto di più moderni caccia statunitensi Lockheed F-104 Starfighter, mentre accordi successivi avevano portato caccia cinesi F-6A (copia prodotta su licenza del sovietico MiG-19) e francesi Dassault Mirage III (i più moderni in dotazione ai due belligeranti, ottenuti dal Pakistan grazie a un finanziamento dell'Arabia Saudita); era poi presente una piccola componente da trasporto, con una decina di quadrimotori Lockheed C-130 Hercules e qualche aviogetto requisito all'aviazione civile, e una elicotteristica (in parte condivisa con esercito e marina) dotata di apparecchi Bell 47 statunitensi, Sud-Aviation SA 316 Alouette III francesi e Mi-8 sovietici. La quasi totalità dei velivoli era concentrata nel Pakistan occidentale, dove avevano sede 17 dei 18 squadroni da combattimento; nel Pakistan orientale era presente un unico squadrone di caccia F-86, integrato da qualche aereo d'addestramento e otto elicotteri Alouette III.
Benché numericamente soverchiata dalla sua rivale indiana, la Marina militare pakistana si era ben comportata nella guerra del 1965, dimostrando iniziativa e aggressività. Fiore all'occhiello della flotta pakistana era la componente subacquea, composta dal battello unico PNS Ghazi (un vecchio sommergibile statunitense classe Tench ammodernato nell'ambito del programma GUPPY) e dai tre sottomarini classe Hangor francesi di nuova costruzione; la crisi economica aveva impedito l'ammodernamento delle forze di superficie, che rimanevano dotate di vecchie unità britanniche o statunitensi cedute negli anni 1950: l'incrociatore leggero PNS Babur, sei cacciatorpediniere, due fregate, tre corvette, dodici dragamine e alcune unità ausiliarie. Agli ordini del capo di stato maggiore, vice ammiraglio Muzaffar Hassan, la totalità delle unità maggiori era concentrata nei porti del Pakistan occidentale, con solo il sottomarino Ghazi e qualche cannoniera e unità leggera schierate a est.

## La guerra

### L'operazione Chengiz Khan e la guerra aerea
Il grande attacco aereo preventivo pakistano ebbe inizio alle 17:30 del 3 dicembre 1971, mentre il presidente Yahya Khan annunciava pubblicamente che il raid era una risposta a presunti sconfinamenti di truppe indiane. L'operazione Chengiz Khan portò ad attacchi a tutte le principali basi aeree nell'India nord-occidentale in più ondate coordinate, con gli aerei pakistani che si spinsero fino a colpire la base di Agra a più di 500 chilometri dal confine; ai raid diurni dei caccia seguirono poi incursioni dei bombardieri compiute quella stessa notte, per un totale di 16 bersagli complessivamente attaccati (in alcuni casi anche più volte). I pakistani facevano molto affidamento sulla riuscita di questa operazione, ma il meglio che si possa dire è che, per quanto l'azione fu ben condotta, l'aviazione di Islamabad disponeva di troppi pochi aerei, di armi inadeguate e di scarse informazioni di intelligence per poter sperare di infliggere danni considerevoli. Le difese indiane furono colte di sorpresa e nessun aereo pakistano andò perduto, ma i danni inflitti furono lievi: gli attacchi furono intenzionalmente diretti verso le piste di decollo e gli impianti radar piuttosto che contro gli hangar dei velivoli (onde evitare di colpire falsi bersagli o disperdere le scarse forze su troppi obiettivi), infliggendo così pochissimi danni agli aerei indiani fermi a terra; anche così, nessuna delle basi indiane fu messa fuori combattimento per più di qualche ora, e attacchi aerei indiani di rappresaglia scattarono subito nelle prime ore del 4 dicembre.
La superiorità numerica consentì all'India di giovarsi di un certo predominio aereo nel corso del conflitto. La contesa fu senza storia nei cieli del Pakistan orientale, dove la proporzione era di 200 aerei da combattimento indiani contro 20 pakistani; già il 4 dicembre le forze indiane lanciarono attacchi contro l'aeroporto di Tejgaon vicino a Dacca, dove erano stati concentrati i velivoli pakistani a causa dell'impraticabilità delle piste d'atterraggio decentrate, sconvolte dal monsone: nel corso di una violenta battaglia durata tutto il giorno i pakistani persero quattro F-86 in scontri aria-aria e altri tre distrutti al suolo, mentre gli indiani lamentarono quattro Hunter perduti in duelli aerei e due Hunter e un MiG-21 a causa del fuoco della contraerea. Per il 5 dicembre la pista di Tejgaon era stata resa inservibile, e i velivoli indiani poterono operare continuativamente sui cieli della regione in attacchi di supporto ai reparti a terra, venendo contrastati solo dall'artiglieria contraerea.

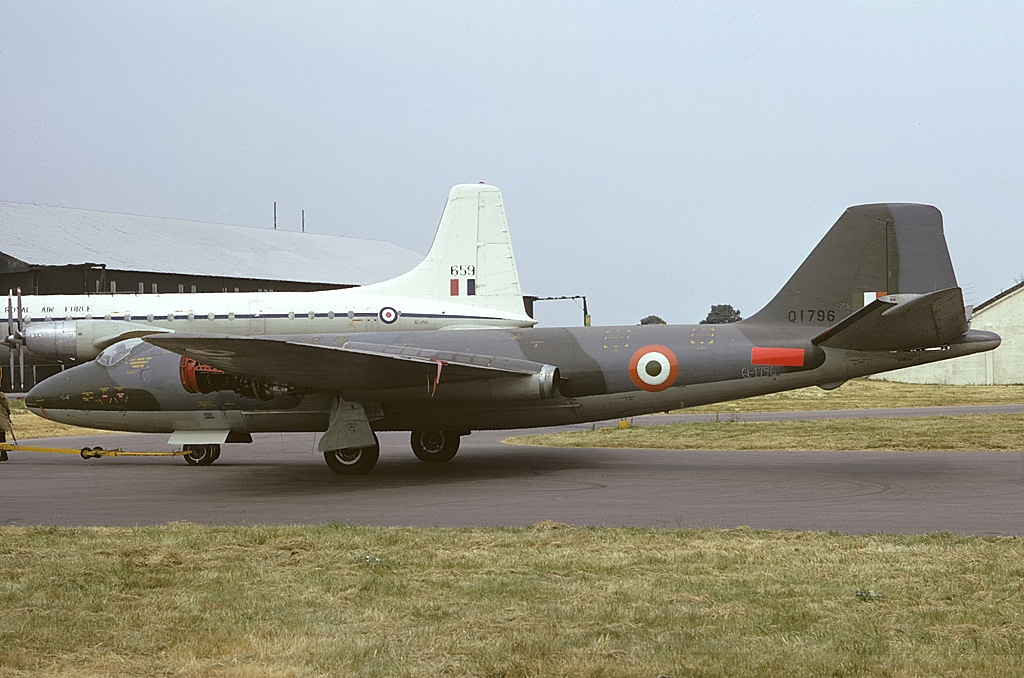
Un bombardiere English Electric Canberra con i contrassegni dell'aeronautica indiana

A ovest lo squilibrio delle forze era meno marcato, ma la maggior disponibilità di velivoli di riserva consentì agli indiani di mantenere una pressione costante sui pakistani, i cui ranghi andarono incontro a un forte logoramento causato dall'attrito degli scontri. Le forze aeree indiane dedicarono la prima settimana di scontri a incursioni diurne e notturne contro le basi aeree pakistane, cui furono destinati in particolare i bombardieri Canberra, subendo perdite sensibili a causa del fuoco da terra; anche i pakistani risposero con nuovi raid contro gli aeroporti indiani, sebbene con una frequenza minore rispetto al nemico. Dalla seconda settimana di guerra l'attenzione di entrambe le parti venne spostata sull'appoggio dei reparti impegnati a terra, in particolare da parte indiana i cui continui attacchi fecero fallire in varie occasioni delle offensive dei reparti corazzati pakistani. I duelli aerei tra i rispettivi caccia furono relativamente ridotti: benché entrambe le parti disponessero di missili aria-aria (i Sidewinder statunitensi per i pakistani, i K-13 sovietici per gli indiani), questi si rivelarono poco efficienti e negli scontri furono utilizzati principalmente i cannoni di bordo. Intenso fu l'uso da entrambe le parti di aerei da trasporto (i C-130 per i pakistani, gli An-12 per gli indiani) nel ruolo di bombardieri improvvisati.

### La guerra in occidente

#### Piani operativi
Mentre l'operazione Chengiz Khan era ancora in corso, l'artiglieria pakistana aprì il fuoco lungo la linea di confine con l'India. Il piano pakistano prevedeva di lanciare, entro cinque o sei giorni dall'inizio delle ostilità, una serie di puntate offensive da parte del I Corpo d'armata nel settore nord del fronte in direzione di Poonch, Chhamb e Ramgarh accompagnate da un concentramento di truppe nella zona di Shakargarh; queste mosse erano più che altro una diversione, al fine di attirare in questa zona le riserve e le unità corazzate indiane onde favorire l'offensiva, prevista tre giorni più tardi, del II Corpo d'armata pakistano nel Punjab indiano a partire dall'area di Bahawalnagar, con attacchi di supporto da parte del IV Corpo d'armata più a nord.
Per quanto la loro strategia complessiva fosse difensiva, anche gli indiani avevano in programma alcune mosse offensive, al fine di eliminare alcuni salienti tenuti dai pakistani che potevano essere sfruttati come trampolino di lancio per gli attacchi: in particolare, gli indiani puntavano ad eliminare il saliente di Shakargarh in congiunzione con un attacco di supporto nella zona tra Chhamb e Sialkot, con altre piccole offensive previste sulle montagne del Kashmir a nord e nelle zone desertiche del sud. La concomitanza delle azioni offensive indiane e pakistane diede luogo a una serie di combattimenti condotti in contemporanea lungo tutto il fronte.

#### Operazioni principali
Gli attacchi indiani nel settore nord portarono a scontri su piccola scala nel difficile teatro delle montagne del Kashmir, con combattimenti anche a 6 000 metri di quota dove gli ostacoli più grandi erano la mancanza di strade e il clima rigido (gli uomini messi fuori combattimento da assideramento furono più numerosi di quelli vittime del fuoco nemico). La 121ª Brigata indiana attaccò a partire dal 7 dicembre la valle del fiume Shingo dalla zona di Kargil, ma pur guadagnando un po' di terreno fallì nel raggiungere gli obiettivi prefissati (il villaggio di Olthingthang e la confluenza dello Shingo con l'Indo) subendo forti perdite; più a nord, unità dei Ladakh Scouts indiani, tra le migliori quanto ad addestramento alla guerra in montagna, attaccarono a partire dall'8 dicembre nella valle del fiume Shyok catturando il villaggio di Turtuk. Attacchi limitati della 19ª Divisione fanteria indiana, sferrati a partire dal 9 dicembre nella zona di Tangdhar, portarono a qualche guadagno di terreno prima di essere bloccati dalla resistenza della 12ª Divisione di fanteria pakistana.
Le prime unità pakistane si infiltrarono attraverso le difese nemiche attorno a Poonch già nel pomeriggio del 3 dicembre, e nei giorni seguenti intensificarono gli attacchi che tuttavia furono efficacemente respinti dalla 25ª Divisione indiana entro il 7 dicembre; la divisione passò anche al contrattacco, catturando nella notte tra il 10 e l'11 dicembre un po' di terreno davanti alla cittadina pakistana di Kahuta ma subendo una sconfitta, il 13 e 14 dicembre, quando un attacco simile fu tentato davanti Daruchian. Un attacco pakistano di maggiori proporzioni fu lanciato nella notte tra il 3 e il 4 dicembre dalla 23ª Divisione, che mosse contro le posizioni indiane davanti Chhamb: le unità indiane della 10ª Divisione fanteria, che si preparavano a loro volta ad attaccare, furono prese in contropiede e dopo tre giorni di duri scontri furono costrette a ripiegare dietro il fiume Manawar Tawi lasciando Chhamb in mano ai pakistani. L'attacco della 23ª Divisione aveva tuttavia solo scopo diversivo, e dopo la morte il 9 dicembre del suo energico comandante in un incidente elicotteristico i pakistani non cercarono di sfruttare più di tanto il successo; un attacco oltre il Manawar Tawi fu tentato il 10 dicembre, ma venne respinto dalla dura resistenza indiana entro il giorno seguente. Nel frattempo, la 26ª Divisione fanteria indiana aveva attaccato, il 6 dicembre, le posizioni pakistane a sud di Chhamb eliminando il saliente noto come "Chicken's Neck" ("Phuklian" per i pakistani) e avanzando fino al villaggio di Marala; un piano per un'ulteriore avanzata indiana su Sialkot da nord fu tuttavia cancellato.

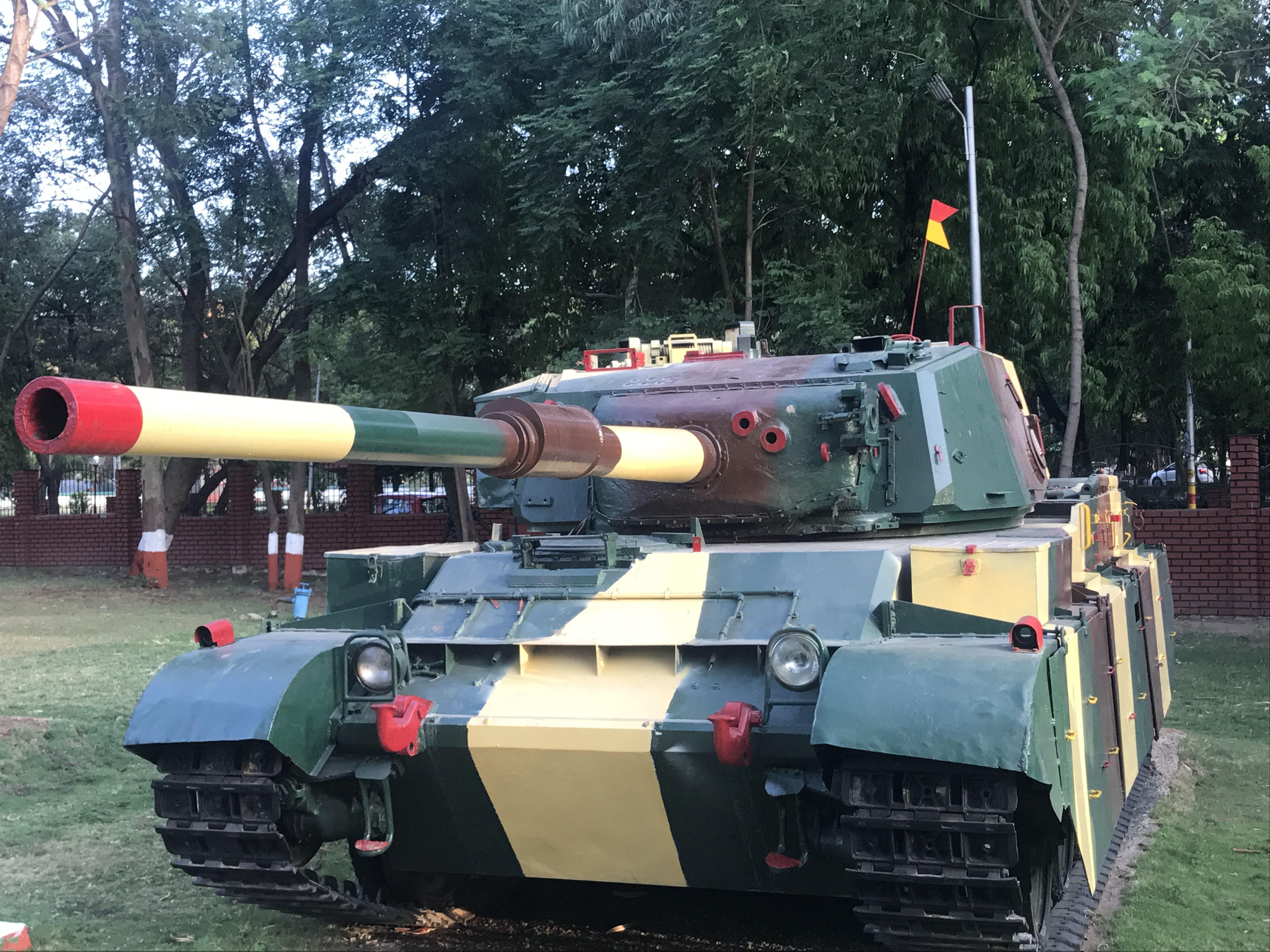
Un carro armato indiano Vijayanta; primo veicolo corazzato di produzione nazionale indiana, il carro fu impiegato in varie occasioni durante gli scontri sul fronte occidentale della guerra del 1971

L'attacco indiano di maggiori proporzioni fu sferrato, a partire dal 5 dicembre, contro il saliente di Shakargarh da parte del I Corpo d'armata: tre divisioni indiane assalirono il fronte tenuto dall'8ª Divisione pakistana, ma in due settimane di scontri gli indiani guadagnarono poco terreno a causa di comandanti troppo cauti e difficoltà nell'attraversare i campi minati nemici, e Shakargarh rimase in mano ai pakistani. Il I Corpo d'armata pakistano tentò un contrattacco tra il 15 e il 17 dicembre dall'area di Zafarwal contro il fianco nord-ovest delle linee tenute dagli indiani, impiegando l'8ª Brigata corazzata: la 54ª Divisione indiana respinse l'attacco infliggendo ai pakistani pesanti perdite, tra cui 40 o 50 carri armati. Più a sud, scontri di minor portata ebbero luogo lungo il fiume Ravi, nella zona ad est di Lahore e lungo il fiume Sutlej tra il IV Corpo pakistano e l'XI Corpo indiano, con solo limitate avanzate da una parte e dall'altra e guadagni territoriali minimi. I pakistani ottennero i risultati potenzialmente maggiori, avanzando sul villaggio di Hussainiwala da dove era possibile minacciare la città di Ferozepur e respingendo gli indiani dalle posizioni di difesa allestite a occidente di Fazilka, ma nessuno sforzo venne compiuto per trarre vantaggio da questi successi.
Molto più a sud, nei deserti del Rajasthan, la 18ª Divisione pakistana e due reggimenti corazzati attaccarono il 5 dicembre in direzione di Ramgarh, anticipando una mossa in senso opposto da parte della 12ª Divisione indiana: ne seguì una violenta battaglia nei dintorni di Longewala, proseguita fino al 7 dicembre e conclusasi infine favorevolmente per gli indiani grazie all'intervento delle loro forze aeree; i pakistani furono messi in rotta perdendo una trentina di carri armati e un centinaio di altri veicoli. La 12ª Divisione indiana non sfruttò più di tanto il successo, limitandosi ad eliminare il saliente pakistano intorno al villaggio di Islamgarh. Più a sud, l'11ª Divisione indiana passò decisamente all'offensiva il 4 dicembre a partire da Barmer, avanzando in profondità grazie alla notevole superiorità numerica sui pakistani, che nel settore schieravano un'unica brigata della 18ª Divisione: gli indiani catturarono diversi villaggi e circa 7 800 chilometri quadrati di territorio pakistano, prima che l'arrivo di rinforzi consentisse alla 18ª Divisione di stabilire un fronte difensivo davanti al villaggio di Naya Chor. Nelle paludi del Rann di Kutch, infine, il 10º Battaglione para-commando indiano condusse alcune incursioni contro le postazioni pakistane, impossessandosi di due alture che svettavano sulle saline della regione.
L'attacco del II Corpo d'armata pakistano, la principale offensiva progettata da Islamabad sul fronte occidentale, non avvenne mai. Il corpo si era messo in marcia dai suoi acquartieramenti il 14 dicembre, ma dovette rinunciare a due sue divisioni (circa un terzo della sua forza complessiva) inviate a puntellare rispettivamente lo schieramento del I Corpo nella zona di Sialkot e la 18ª Divisione nel deserto meridionale; le unità giunsero alla loro linea di partenza alla sera del 16 dicembre, ma ogni ulteriore avanzata fu interrotta la mattina successiva giusto poche ore prima dell'inizio dell'offensiva. La stipula di un cessate il fuoco la sera del 17 dicembre cancellò definitivamente l'operazione.

### La guerra in oriente

#### Piani operativi

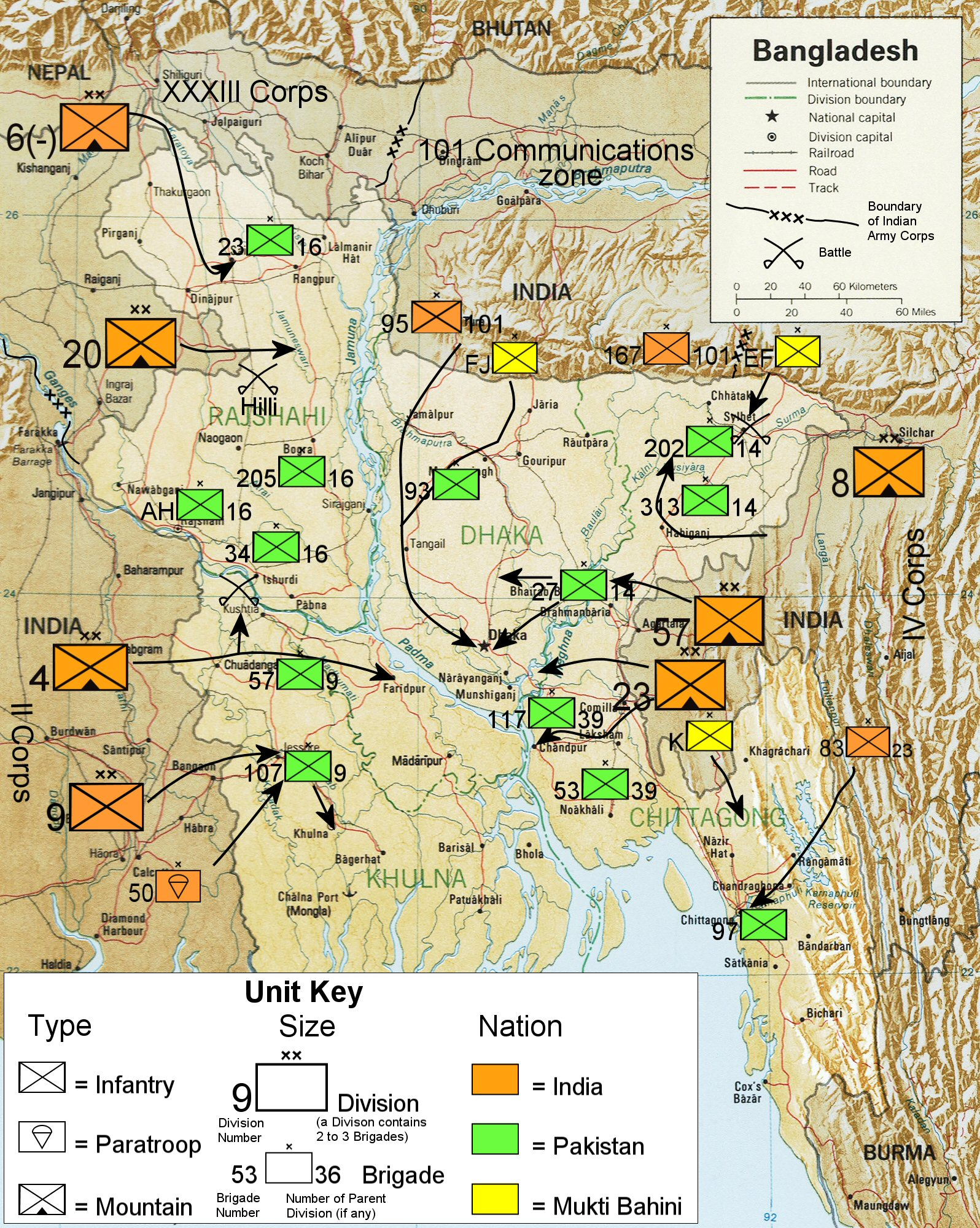
Carta del Pakistan orientale, con indicate le posizioni delle divisioni e delle brigate indiane (arancione), bengalesi (giallo) e pakistane (verde) e le principali direttrici di avanzata delle forze indo-bengalesi

L'esito della guerra venne deciso sul fronte orientale. Le forze pakistane del generale Niazi, oltre che in schiacciante inferiorità numerica (circa 100 000 pakistani si opponevano a 250 000 indiani e 100 000 membri del Mukti Bahini), erano psicologicamente prostrate da mesi di inconcludenti operazioni di guerriglia, oltre che con il morale precario a causa dell'evidente stato di isolamento dalla madrepatria e di accerchiamento da parte del nemico che si trovavano a sperimentare. Il piano elaborato da Niazi puntava a impedire la conquista da parte del nemico di una regione sufficientemente grande per potervi insediare il governo provvisorio bengalese, dando così concretezza alla sua dichiarazione di indipendenza: per questa ragione, le unità pakistane furono schierate lungo l'intera frontiera con l'ordine di resistere il più a lungo possibile, ritirandosi molto lentamente verso capisaldi allestiti nelle retrovie ma solo dopo aver subito almeno il 75% di perdite; visto lo scarso ammontare di truppe, ciò rese le linee di difesa pakistane piuttosto sottili, una condizione aggravata dalla scarsità di riserve mobili con cui tamponare le falle (vi era un unico reggimento corazzato, dotato per giunta solo di carri leggeri M24 o PT-76).
Il compito assegnato alle forze indiane del generale Aurora era semplicemente quello di distruggere l'ammontare più grande possibile di unità pakistane e di conquistare l'estensione più grande di territorio, almeno finché le potenze mondiali non fossero intervenute per imporre la fine delle ostilità; la convinzione che la guerra sarebbe stata breve era tale che nessun piano menzionava formalmente l'occupazione del capoluogo regionale, Dacca, per la cui conquista si riteneva occorresse troppo tempo: le unità indiane furono piuttosto istruite a contenere i capisaldi pakistani alla frontiera per poi infiltrarsi tra di essi con colonne mobili per tagliare le loro linee di comunicazione.

#### Il settore occidentale
Lungo la frontiera sud-occidentale, il II Corpo d'armata indiano del generale Tapishwar Narain Raina doveva fronteggiare un terreno difficilissimo, fatto di un intrico di fiumi e corsi d'acqua, sebbene le difese pakistane fossero costituite solo da tre deboli brigate della 9ª Divisione fanteria. Muovendo da un'enclave occupata in precedenza dal Mukti Bahini, le unità indiane avanzarono in direzione di Jessore a partire dal 4 dicembre, con la 4ª Divisione da montagna diretta a nord della città e la 9ª Divisione di fanteria in marcia direttamente verso il centro abitato. Dopo pesanti scontri, Jessore cadde in mano alla 9ª Divisione il 7 dicembre, e i pakistani si ritirarono in considerevole disordine verso Khulna; contemporaneamente, la 4ª Divisione prese Kotchandpur e Jhenaidah mentre la 50ª Brigata paracadutisti, la riserva del corpo, fu impegnata in una breve schermaglia a Khajura prima di essere ritirata e spedita sul fronte occidentale. Invece di continuare a spingere al centro verso Magura, le rive del fiume Padma e la non lontana Dacca, entrambe le divisioni indiane furono dirottate in azioni sui fianchi: la 9ª Divisione attaccò Khulna a sud dove rimase invischiata in scontri protrattisi fino alla cessazione delle ostilità, mentre la 4ª Divisione puntò a nord verso Paksey e il suo ponte ferroviario sul Padma, difeso strenuamente dai pakistani. Solo il 14 dicembre la 4ª Divisione fu inviata ad attaccare Magura, e dopo aver forzato il corso del fiume Madhumati davanti a una dura resistenza ottenne la resa dei resti della 9ª Divisione pakistana a Faridpur il 16 dicembre.

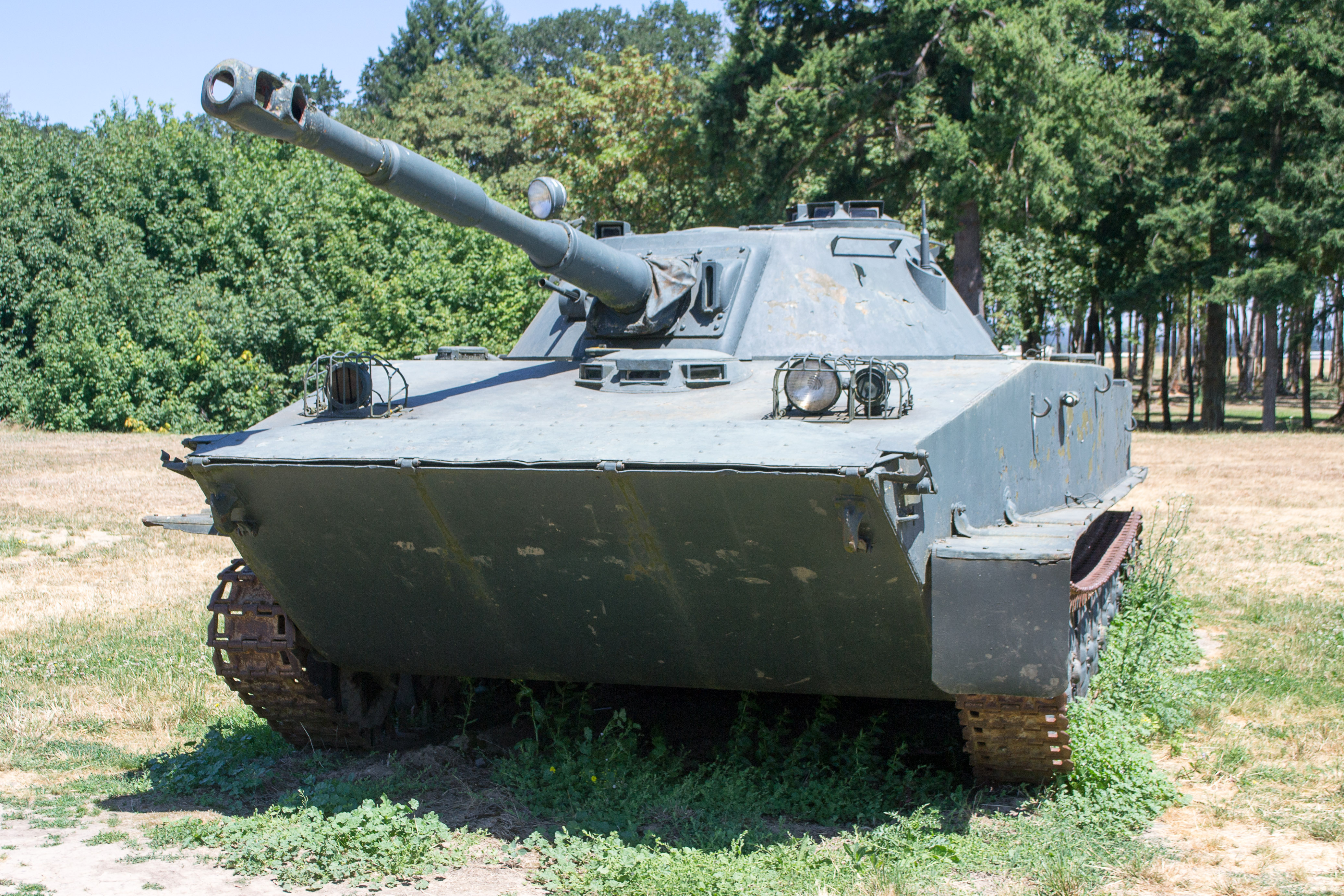
Un carro leggero sovietico PT-76; questo veicolo fu impiegato da entrambe le parti nel corso delle operazioni nel Pakistan orientale per via delle sue ottime doti come mezzo anfibio.

L'angolo nord-occidentale del Pakistan orientale era più asciutto e favorevole alle operazioni meccanizzate. Il XXXIII Corpo d'armata indiano del generale Mohan Thapan era in guerra praticamente dal 24 novembre, quando la sua 20ª Divisione aveva dato vita a un pesante scontro a Hilli con i risoluti difensori pakistani di un'unità della Frontier Force; ciò impedì al corpo di tentare l'aggiramento delle brigate della 16ª Divisione pakistana schierate più a nord, ma alla fine la manovra fu risolta dalla 340ª Brigata indiana: attaccando a nord di Hilli, la brigata sfruttò il frazionamento dei pakistani su un fronte troppo esteso per aprirsi un varco verso Phulbari e interrompere la principale rotabile nord-sud del paese, muovendo poi in direzione di Bogra che venne occupata negli ultimi giorni di guerra. La resistenza della 16ª Divisione pakistana andò nel disordine più completo, in particolare dopo la cattura del suo comandante, generale Nazir Hussain Shah, il 7 dicembre quando il suo convoglio cadde in un'imboscata indiana; ad ogni modo, il XXXIII Corpo sfruttò male la superiorità acquisita, e nonostante vari sforzi i principali centri urbani della zona (Rangpur, Saidpur, Dinajpur e Rajshahi) rimasero in mano ai pakistani fino alla conclusione delle ostilità.

#### Il settore orientale
Il colpo di grazia alle difese pakistane fu sferrato a nord-est ed est. La 101ª Zona Comunicazioni aveva battagliato con le unità pakistane nella cittadina di frontiera di Kamalpur fin da ottobre, con scarsi successi; solo quando, l'8 dicembre, la 167ª Brigata da montagna giunse in rinforzo alla 95ª Brigata già impegnata in azione fu possibile aggirare le postazioni pakistane che, tagliate fuori dai rifornimenti, capitolarono in breve tempo. Le forze indiane poterono così avanzare senza grossa opposizione fino alla città di Jamalpur, importante punto di passaggio sul fiume Shitalakshya, conquistata l'11 dicembre dopo duri scontri; nel frattempo, i regolari del Mukti Bahini della brigata "FJ Sector" avevano occupato la cittadina di frontiera di Haluaghat per poi avanzare, largamente incontrastati, fino a Mymensingh sul Shitalakshya, presa l'11 dicembre.

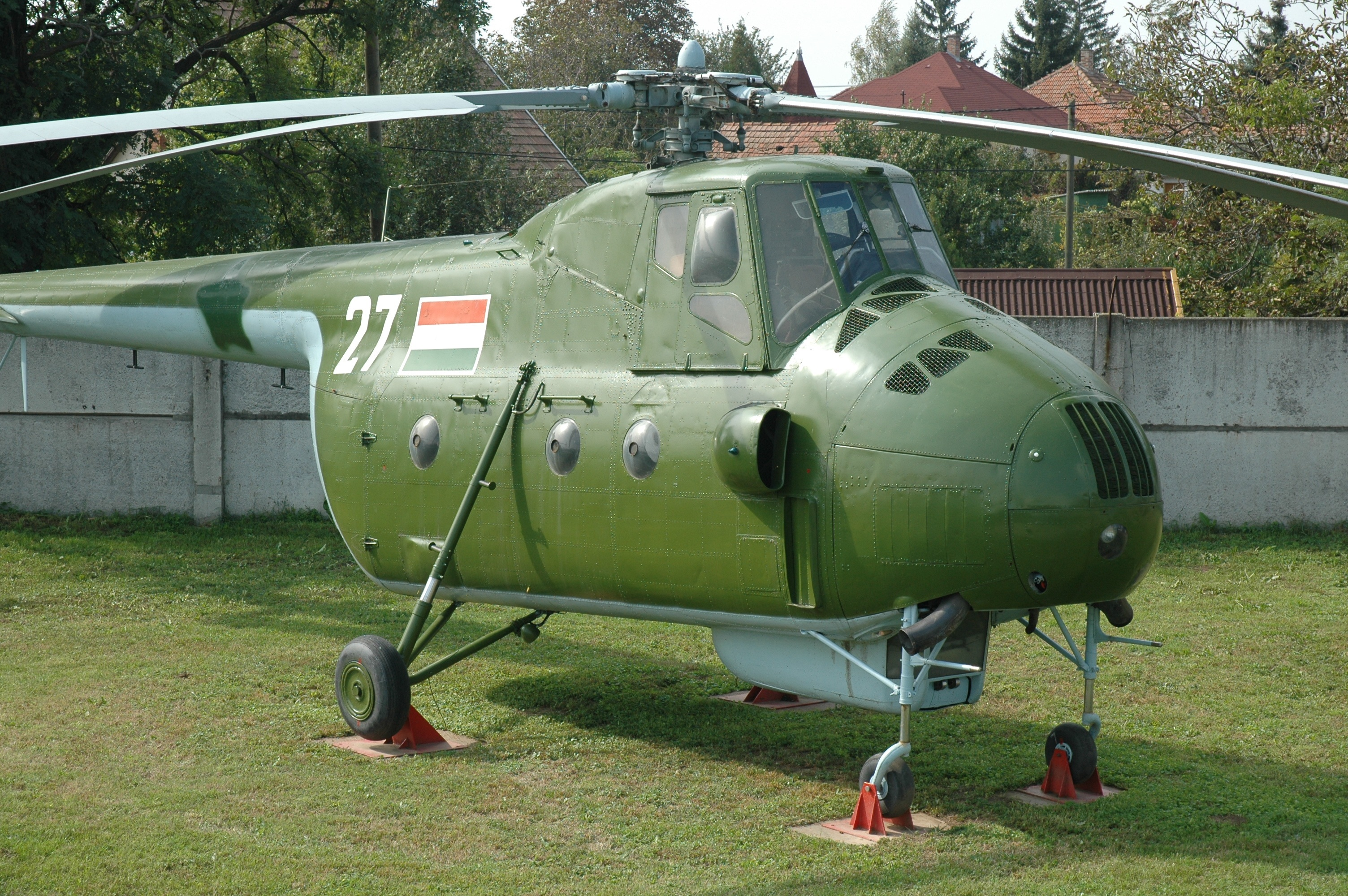
L'elicottero sovietico Mil Mi-4, qui esposto al museo ungherese dell'aviazione di Szolnok, fu il cavallo di battaglia delle forze elitrasportate indiane durante la guerra del 1971

Più a est, il IV Corpo d'armata indiano era stato impegnato in una dura battaglia per la conquista dell'ampio saliente di Sylhet: attaccando da sud a partire da zone controllate in precedenza dalla guerriglia tra Shamsher Nagar e Kalaura, l'8ª Divisione da montagna indiana, benché piuttosto inesperta, era riuscita a piegare la resistenza della 14ª Divisione pakistana, raggiungendo per il 7 dicembre le città di Maulvibazar e Fenchuganj. Erroneamente informato che i pakistani stavano ritirandosi da Sylhet, il comandante dell'8 Divisione organizzò la mattina dell'8 dicembre un attacco elitrasportato contro la città: i pakistani, tuttavia, non stavano affatto ritirandosi e il battaglione indiano sbarcato dagli elicotteri a due chilometri dalla città rimase per cinque giorni inchiodato sulla zona di atterraggio, finché il 14 dicembre non giunse in suo soccorso la "Echo Force" bengalese che si era lentamente aperta la strada fino a Sylhet da nord. Le forze indo-bengalesi assediarono poi la città fino al 16 dicembre, quando le unità pakistane capitolarono.
All'estremità meridionale del fronte del IV Corpo, la "Kilo Force" del Mukti Bahini fu incaricata di occupare il grande porto di Chittagong: presa Feni il 6 dicembre, l'unità raggiunse Sitakunda il 12 dicembre dopo aver fronteggiato una resistenza trascurabile; raggiunta da una brigata indiana, l'unità bengalese mosse su Chittagong che capitolò il 16 dicembre. La Special Frontier Force indo-tibetana appoggiò l'azione con incursioni contro le postazioni pakistane sulle colline a oriente della città.
Al centro, il resto del IV Corpo aveva mosso in direzione del fiume Meghna con la 23ª e la 57ª Divisione da montagna: la prima aveva occupato le città di Daudkandi e Chandpur entro il 9 dicembre dopo aver piegato la debole resistenza della 39ª Divisione pakistana, mentre più a nord la 57ª Divisione aveva raggiunto Ashuganj l'8 dicembre dove tuttavia era stata bloccata dal contrattacco di una brigata della 14ª Divisione pakistana, che era riuscita a distruggere il ponte cittadino sul Meghna. Con una notevole dose di improvvisazione, il comandante della 57ª Divisione riuscì a organizzare l'attraversamento del Meghna a sud di Bhairab Bazar il 9 dicembre usando elicotteri e imbarcazioni reperite sul posto, facendo crollare la difesa nemica e tagliando fuori la 14ª Divisione pakistana dall'area di Dacca.

#### La corsa per Dacca
Per l'11 dicembre le forze indiane erano saldamente insediate oltre i fiumi Shitalakshya e Meghna, rendendo possibile portare la minaccia fino a Dacca. Mentre la 101ª Zona Comunicazioni muoveva da Jamalpur verso sud, nel pomeriggio dell'11 dicembre il 2º Battaglione paracadutisti indiano fu lanciato nei pressi di Tangail per conquistare il vicino ponte di Poongli sul fiume Jamuna e tagliare fuori le unità pakistane in ritirata da nord: nonostante il forte vento che disperse i paracadutisti, con l'aiuto dei guerriglieri del Mukti Bahini il ponte venne catturato intatto quella stessa sera, anche se il grosso delle truppe pakistane era già riuscito a ritirarsi più a sud; la 167ª Brigata da montagna indiana raggiunse poi i paracadutisti a Tangail il 12 dicembre per organizzare la spinta finale verso Dacca. La vicinanza della città innescò tra le unità indiane una vera e propria corsa per raggiungerla: mentre la 57ª Divisione, rinforzata da reparti corazzati, si metteva in marcia dalla sua testa di ponte a sud di Bhairab Bazar, la 23ª Divisione attraversò il basso corso del Meghna a Baidya Bazar il 14 dicembre con elicotteri e imbarcazioni locali, muovendo poi su Narayanganj.
La 101ª Zona Comunicazioni doveva fronteggiare il terreno più difficile, ma la resistenza pakistana fu trascurabile perché le ultime unità ancora organizzate erano state richiamate e schierate a protezione di Dacca dalle minacce da est e nord-est, lasciando aperta la rotta da nord-ovest. La mattina del 16 dicembre un gruppo da combattimento della 167ª Brigata da montagna, con in testa i paracadutisti del 2º Battaglione, giunse a tre chilometri da Dacca; dopo contatti con le autorità pakistane, un cessate il fuoco venne quindi concordato per le 11:00 e mezz'ora più tardi i reparti della 167ª Brigata entrarono a Dacca incontrastati. Alle 12:30 infine l'avanguardia della 57ª Divisione giunta da est occupò l'aeroporto di Tejgaon, sancendo la fine delle ostilità sul fronte orientale.

### La guerra navale

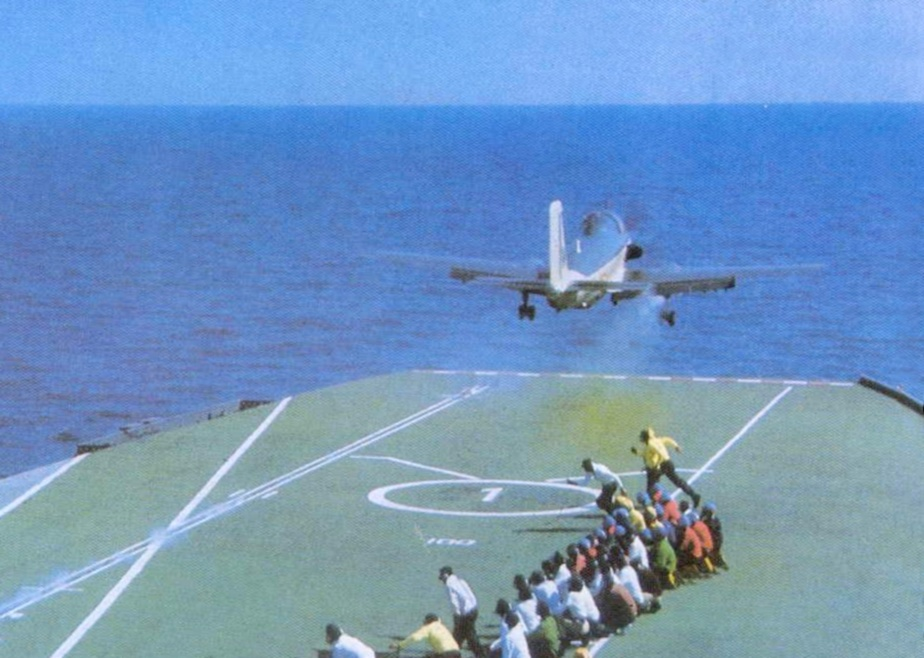
Un velivolo anti-sommergibile Alizé decolla dal ponte della INS Vikrant durante le operazioni del 1971

Le operazioni sul mare rappresentarono un capitolo secondario del conflitto, per quanto non privo di eventi significativi.
Sul fronte orientale, l'unico strumento con cui i pakistani potevano contendere il dominio del mare agli indiani era rappresentato dal sottomarino PNS Ghazi, giunto nel Golfo del Bengala il 20 novembre; nella notte tra il 3 e il 4 dicembre il battello si portò nelle acque antistanti il porto di Visakhapatnam per depositare mine navali, ma qui affondò col suo intero equipaggio senza lasciare tracce. Vi sono differenti ipotesi su quanto accaduto al Ghazi: individuato dal cacciatorpediniere INS Rajput, in pattugliamento per precedere un'uscita dal porto della flotta, secondo fonti pakistane il battello affondò dopo aver urtato per errore una delle mine che lui stesso stava depositando, mentre secondo fonti indiane fu lo stesso Rajput a colare a picco il sottomarino con le sue bombe di profondità. Ad ogni modo, la perdita del Ghazi privò il Pakistan orientale di ogni protezione dal mare: la flotta indiana impose il blocco navale alla regione e i velivoli della portaerei INS Vikrant appoggiarono le offensive delle forze di terra; la piccola flotta di cannoniere allestita dai pakistani per operare nei fiumi della regione fu rapidamente spazzata via, anche se la PNS Rajshah riuscì a forzare il blocco indiano e a rifugiarsi in Birmania.
Anche nelle acque del Mar Arabico a occidente la Marina indiana fu in grado di imporsi sugli avversari. Il comando indiano aveva da tempo elaborato un piano per sferrare un attacco alla grande base navale pakistana di Karachi, sfruttando le nuove motocannoniere missilistiche classe Osa fornite dai sovietici; l'azione (operazione Trident) venne lanciata nella notte tra il 4 e il 5 dicembre: protette a distanza da due corvette, tre motocannoniere si avvicinarono alla rada di Karachi protette dal buio e bersagliarono le navi presenti con missili P-15. I danni inflitti furono notevoli: il cacciatorpediniere pakistano PNS Khaibar, un dragamine e un mercantile carico di munizioni furono affondati, il cacciatorpediniere PNS Shah Jahan venne danneggiato in maniera irreparabile e i depositi di combustibile di Karachi furono colpiti e incendiati.
Un attacco aereo di rappresaglia pakistano colpì la base delle motocannoniere classe Osa a Okha Port danneggiando le strutture logistiche, ma ciò non impedì agli indiani di lanciare un nuovo raid su Karachi (operazione Python) nella notte tra l'8 e il 9 dicembre: mentre l'incrociatore INS Mysore e due cacciatorpediniere compivano una manovra diversiva, una motocannoniera scortata da due fregate si avvicinò a Karachi e bersagliò il porto di missili, colando a picco due mercantili neutrali, danneggiando irreparabilmente una nave ausiliaria pakistana e colpendo di nuovo i depositi di carburante; in combinazione con i contemporanei attacchi aerei dell'aviazione indiana, le azioni contro Karachi portarono alla distruzione del 50% delle scorte di carburante del Pakistan.

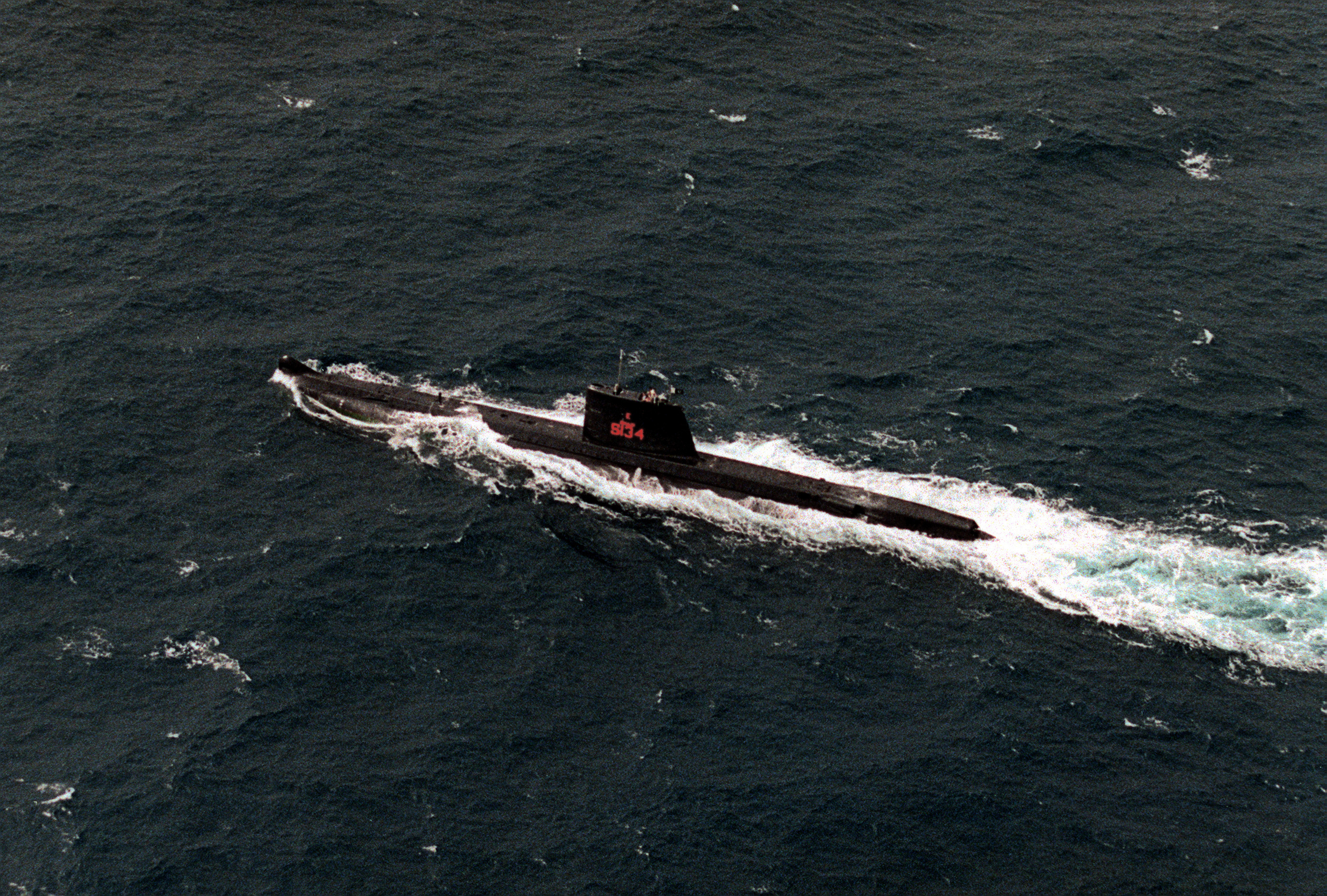
Un sottomarino pakistano classe Hangor mentre naviga in affioramento

L'unico successo pakistano nella guerra navale fu ottenuto dalla sua flotta di mezzi subacquei: il 9 dicembre il sottomarino PNS Hangor attaccò una formazione navale indiana al largo di Diu, colpendo con un siluro la fregata INS Khukri la quale affondò con gravi perdite umane. L'ultimo scontro in mare fu ancora una volta sfavorevole al Pakistan: il 10 dicembre la fregata PNS Zulfiqar fu attaccata e danneggiata per errore da aerei pakistani che l'avevano scambiata per un'unità nemica.
Nelle fasi finali del crollo del Pakistan orientale, alla Marina indiana fu ordinato di attuare uno sbarco anfibio a Cox's Bazar, nell'estremo sud della regione, onde tagliare una possibile via di fuga verso la Birmania per le forze pakistane. L'azione, la prima operazione di assalto anfibio nella storia dell'India indipendente, mise in luce l'inesperienza e l'impreparazione degli indiani a simili operazioni: portata a sud di Cox's Bazar da due navi da sbarco classe Polnocny la mattina del 15 dicembre, la forza anfibia (un battaglione di fanteria e unità di supporto) incontrò difficoltà di ogni tipo e due soldati annegarono durante le confuse fasi dello sbarco, annullato e portato a termine solo il giorno successivo. Cox's Bazar, completamente indifesa, venne quindi occupata a ostilità ormai concluse.

## Conseguenze

### Perdite e bilanci
Alle 16:30 del 16 dicembre, nel corso di una breve cerimonia a Dacca, il generale Niazi firmò l'atto di resa formale della guarnigione del Pakistan orientale, alla presenza del responsabile dello Eastern Command indiano generale Aurora; il governo provvisorio bengalese era rappresentato dal maresciallo dell'aria Abdul Karim Khandker, vice capo di stato maggiore del Mukti Bahini. Il quadro internazionale stava iniziando a mutare in favore del Pakistan: la Giordania inviò in aiuto una squadriglia di dieci caccia F-104, giunti però troppo tardi per essere impegnati in combattimento; inoltre, gli Stati Uniti dispiegarono nel Golfo del Bengala a partire dal 15 dicembre il gruppo da battaglia della portaerei USS Enterprise, una mossa motivata dall'amministrazione Nixon con la necessità di evacuare i cittadini statunitensi dal Pakistan orientale ma volta in realtà a fare pressioni sul governo indiano, il cui avvicinamento all'Unione Sovietica era giudicato negativamente, e mostrare benevolenza verso gli interessi della Cina, alleata del Pakistan, con la quale Washington stava intraprendendo uno storico avvicinamento diplomatico. Ad ogni modo, davanti alla perdita totale del Pakistan orientale e al grave calo del morale dei reparti al fronte il governo di Islamabad si rese conto che continuare la lotta era inutile: dopo incontri stabiliti quello stesso giorno, un cessate il fuoco generale fu stipulato anche sul fronte occidentale a partire dalle 20:00 del 17 dicembre.

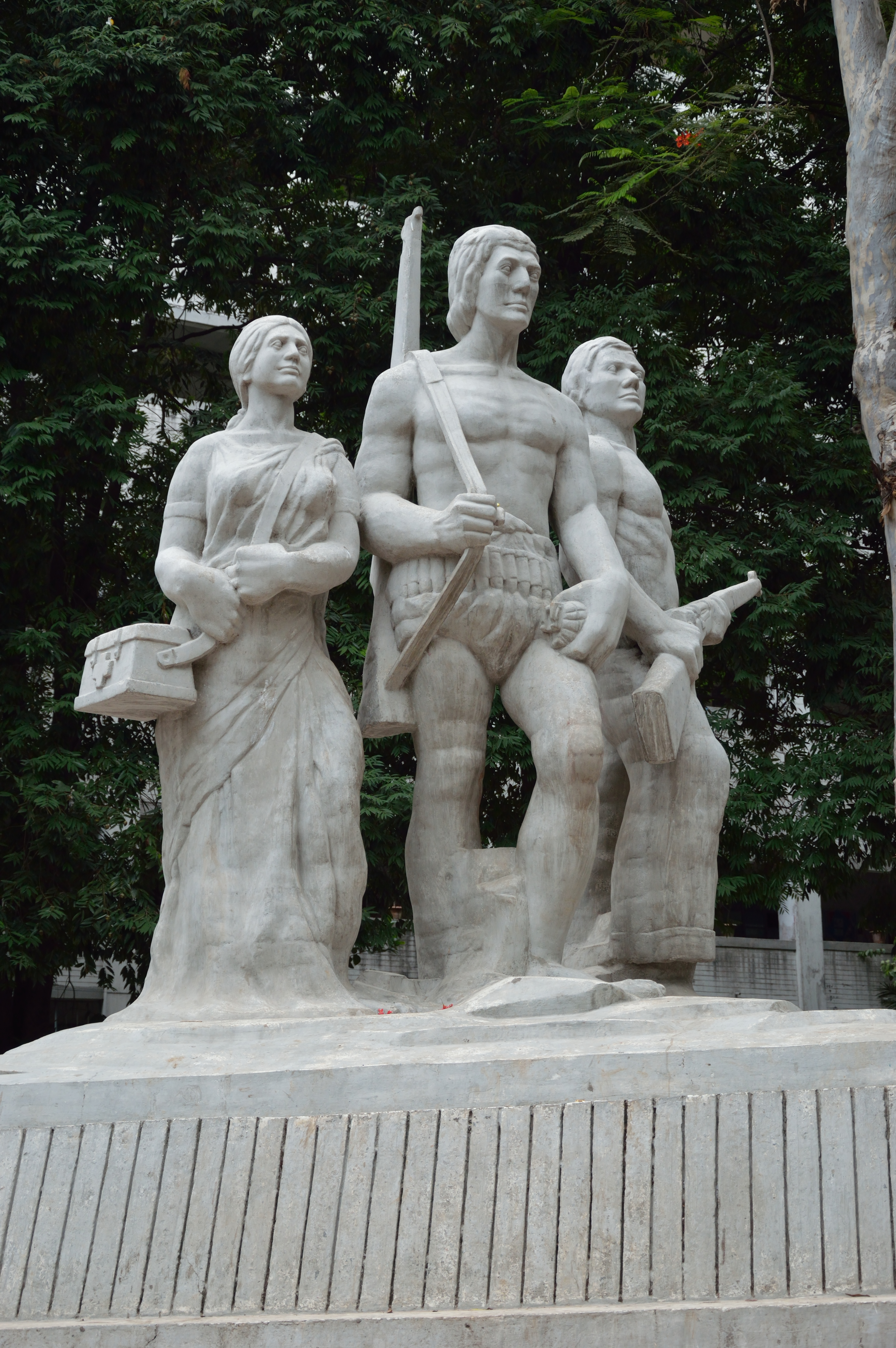
Il monumento Aparajeyo Bangla ("Invincibile Bengala") a Dacca dedicato ai caduti del Mukti Bahini

Compresi gli scontri dell'ottobre-novembre 1971, precedenti l'inizio vero e proprio delle operazioni belliche, il terzo conflitto indo-pakistano costò alle forze di terra indiane, regolari e paramilitari, tra i 3 300 e i 3 600 morti, tra gli 8 000 e i 10 000 feriti e circa 900 tra prigionieri e dispersi; l'aviazione indiana registrò circa 100 morti o feriti mentre la Marina lamentò la morte di poco meno di 200 uomini (quasi tutti a seguito dell'affondamento della fregata Khukri). Il totale delle perdite del Mukti Bahini nel periodo tardo novembre-dicembre 1971 è difficile da calcolare con precisione, e viene stimato in un migliaio di morti e feriti: appena una frazione del molto più ampio numero di caduti bengalesi nella loro sanguinosa guerra di liberazione. Vi sono molti resoconti discordanti sulle perdite umane lamentate dal Pakistan nel corso del conflitto con l'India, e le cifre variano di molto: si va da una stima di 2 700 caduti in combattimento (1 400 sul fronte occidentale, 1 300 su quello orientale) a una di 5 800 morti tra i reparti schierati nel solo Pakistan orientale. Prendendo in considerazione solo le stime più basse, per tutto il periodo compreso tra il marzo e il dicembre 1971 si conteggiano almeno 9 100 perdite pakistane tra morti, feriti e dispersi; le perdite tra il personale navale pakistano sono stimate in 1 400 uomini. Più sicure le cifre per quanto riguarda i prigionieri di guerra pakistani, quasi tutti presi nel Pakistan orientale: il conteggio arriva a circa 92 200 uomini, di cui 79 700 membri dei corpi armati (soldati regolari, paramilitari o poliziotti) e 12 500 internati civili (familiari dei soldati, personale governativo oppure collaboratori locali).
Le perdite di materiali sono anche più controverse, con le rivendicazioni di una parte che raramente coincidono con le ammissioni ufficiali dell'altra. I primi resoconti ufficiali dell'India ammetterono la perdita di 69 carri armati e 10 pezzi d'artiglieria; il numero dei carri perduti salì a 81 in un resoconto indiano non ufficiale emesso successivamente, mentre gli analisti internazionali indicano in 83 le perdite tra i mezzi corazzati di Nuova Delhi. L'India rivendicò la distruzione di 217 carri armati pakistani, ma l'unico dato certo è rappresentato dai 63 carri armati e dai 108 pezzi d'artiglieria catturati dagli indiani nel Pakistan orientale; le stime indipendenti sulle perdite di carri pakistani sul fronte occidentale vanno da un centinaio a 220 mezzi in totale.

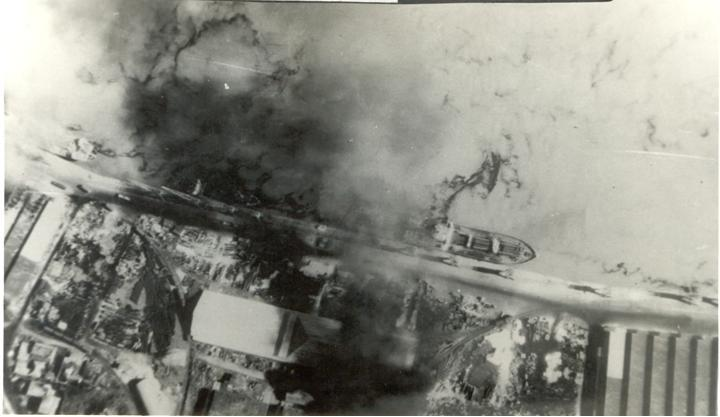
Un mercantile pakistano nel porto di Narayanganj sotto attacco aereo da parte di velivoli indiani durante la guerra del 1971

Non meno controverse sono le perdite di aeromobili, anche perché negli attacchi alle basi aeree furono colpiti pure velivoli civili e aerei obsoleti o fuori uso impiegati come falsi bersagli. Considerando l'intero periodo dal novembre al dicembre 1971, l'Aviazione indiana rivendicò la distruzione di 89-93 velivoli pakistani: 26 in scontri aria-aria (18 F-86, 4 F-6A, 4 F-104), 42-46 al suolo (30 F-86, tra i 2 e i 5 F-6A, 2 F-104, 5 B-57 Canberra, 3 o 4 C-130) e 21 ad opera dell'antiaerea (2 Mirage III, 3 F-104, 6 B-57 Canberra, 3 F-6A e 7 F-86), più altri 13 abbattimenti rivendicati dai piloti indiani ma non confermati dai loro comandanti. Le perdite ufficialmente ammesse dall'India ammontarono a 75 velivoli: 8 MiG-21, 19 Su-7, 23 Hunter, 5 Canberra, 3 Gnat, 5 Mystère IV, 4 Marut, 1 Vampire, 1 C-47 e 4 elicotteri dell'Aviazione, più un elicottero dell'Esercito e un aereo antisommergibili Alizé della Marina; di queste perdite, 36 andavano attribuite al fuoco antiaereo, 18 a scontri aria-aria, 19 per incidenti o altre cause (compreso un MiG-21 abbattuto in un incidente di fuoco amico) e solo 2 distrutti al suolo. Il Pakistan rivendicò la distruzione di 99 velivoli indiani: 54 in combattimenti aria-aria, 40 ad opera dell'antiaerea e 5 distrutti al suolo. Di contro, i pakistani ammetterono come proprie perdite un totale di 42 velivoli: 10 in scontri aria-aria, 7 a causa dell'antiaerea, 7 distrutti al suolo e 18 per incidenti o autodistrutti nelle basi nel Pakistan orientale al momento della resa.
Le perdite navali sono invece molto più certe. La Marina indiana dovette registrare l'affondamento di un'unica fregata, mentre due piccole unità navali in servizio con il Mukti Bahini furono colate a picco da velivoli indiani in un incidente di fuoco amico. Molto più gravi le perdite navali del Pakistan, che ebbe affondati o danneggiati in maniera irreparabile due cacciatorpediniere, un sottomarino, un dragamine, 12 tra pattugliatori e cannoniere, due mezzi da sbarco e una nave ausiliaria, mentre risultarono danneggiati ma recuperabili una fregata e una cannoniera; l'India affondò inoltre, principalmente in attacchi aerei, 18 navi mercantili di cui 11 battenti bandiera pakistana e 7 appartenenti a nazioni neutrali, per un totale di oltre 100 000 tonnellate di stazza lorda. Dopo la guerra delle Falkland, la terza guerra indo-pakistana fu il conflitto più costoso in termini di navi affondate dalla fine della seconda guerra mondiale.

### Gli accordi di Simla e di Delhi

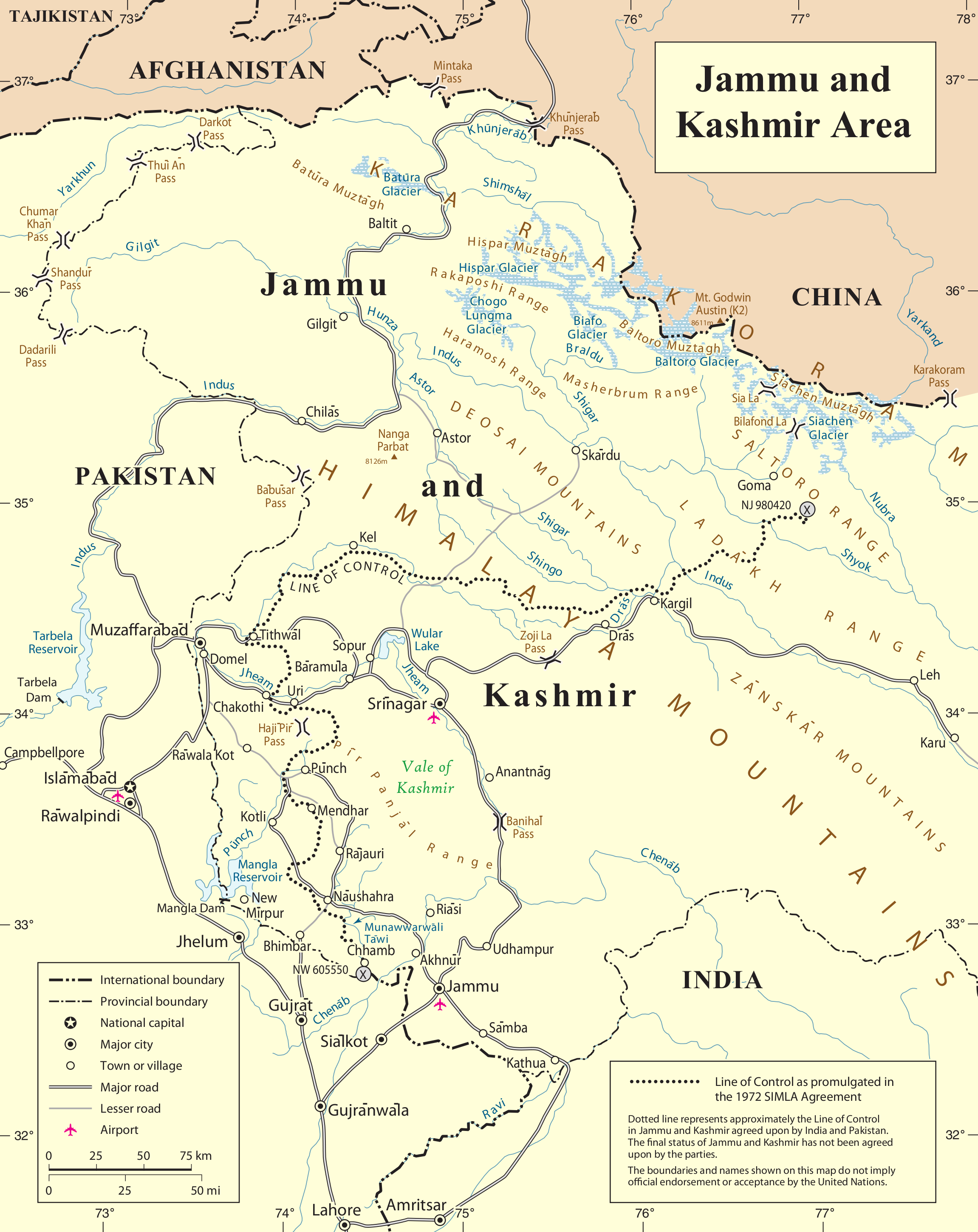
Carta del Kashmir con indicato il tracciato della Linea di controllo fissato con l'accordo di Simla; notare l'interruzione del tracciato all'estremo nord-est della linea, prima del confine con la Cina: la mancata definizione della linea in questa zona fu poi all'origine del conflitto del Siachen

Nonostante il cessate il fuoco, la situazione lungo il fronte occidentale rimase molto tesa; tra il 26 e il 27 dicembre un pesante scontro si verificò nei pressi del villaggio di Nagi, a est di Karanpur nel Rajasthan, quando un battaglione della 51ª Brigata paracadutisti indiana tentò senza successo di scacciare un plotone pakistano che si era infiltrato nelle linee nemiche per prendere possesso di un'altura sabbiosa. Ad ogni modo, i contendenti iniziarono i primi passi per giungere a una composizione del conflitto: dopo voci su un imminente colpo di stato ai suoi danni, il 20 dicembre Yahya Khan si dimise dalla carica di presidente del Pakistan e trasmise i suoi poteri al primo ministro e leader del PPP Zulfikar Ali Bhutto, che assunse la carica tanto di capo di stato quanto di capo del governo; Bhutto fece rapidamente annullare la condanna a morte inflitta al leader della Lega Awami, e Mujibur Rahman fu quindi scarcerato l'8 gennaio 1972. Dopo una sosta a Nuova Delhi via Londra per incontrare Indira Gandhi, Mujibur Rahman rientrò in patria per giurare, il 12 gennaio 1972, come primo ministro del Bangladesh indipendente.
Bhutto si impegnò intensamente per giungere a un accordo di pace con l'India, e dopo lunghi negoziati il 2 luglio 1972 India e Pakistan siglarono l'accordo di Simla: in un tentativo di giungere a una completa composizione delle loro pluridecennali dispute, le due nazioni convennero di ripristinare tra loro le normali comunicazioni postali e telegrafiche, gli scambi commerciali e scientifici e i viaggi turistici. Fu deciso che entrambe le nazioni avrebbero ritirato le proprie truppe dai territori occupati, nel corso della guerra, sul fronte occidentale, ristabilendo il confine internazionale esistente allo scoppio delle ostilità; nel Kashmir, dove non esisteva alcun confine riconosciuto da entrambe le nazioni, la linea del fronte esistente al momento del cessate il fuoco del 17 dicembre 1971 fu eletta a stabile demarcazione tra India e Pakistan con il nome di "Linea di controllo" (Line of Control o LOC): benché si specificasse che la LOC non costituiva un confine internazionale (onde salvaguardare le reciproche rivendicazioni territoriali nella regione, la cui definizione fu rimandata a successivi accordi), entrambe le parti sancirono la sua inviolabilità per mezzo della forza.
La stipula dell'accordo di Simla aprì la strada al rientro in patria dei prigionieri di guerra pakistani, fino a quel momento ancora tenuti in detenzione in India, nonché a un massiccio scambio di popolazioni tra Pakistan e Bangladesh concernente (da un lato) i civili e il personale militare bengalese internato nel Pakistan occidentale e (dall'altro lato) i "non-bengalesi" emigrati nell'ormai ex Pakistan orientale che avessero optato per il rimpatrio; la questione fu definita nell'accordo di Delhi del 28 agosto 1973 tra le tre nazioni. Il rientro dei prigionieri di guerra pakistani detenuti in India fu portato a termine entro l'aprile 1974 e, nonostante le richieste in senso contrario del governo di Dacca, tra i rimpatriati vi furono anche i 195 militari pakistani formalmente accusati dal Bangladesh di crimini di guerra; gli scambi di popolazioni furono gestiti sotto l'egida dell'Alto commissariato delle Nazioni Unite per i rifugiati e videro, entro il luglio 1974, lo spostamento di più di 121 000 persone dal Pakistan al Bangladesh e di più di 108 000 persone in senso opposto.

### La situazione post-conflitto
La guerra ebbe un forte impatto sulle nazioni coinvolte.
In Pakistan la sconfitta venne vissuta come una grande umiliazione nazionale: la perdita di metà del territorio statale e di più di metà della sua popolazione creò un grave danno all'economia del Pakistan e alla sua immagine come potenza regionale nell'Asia meridionale; le forze armate subirono un danno di immagine gravissimo, e una commissione d'inchiesta sull'operato dei militari venne varata il 26 dicembre 1971 sotto la direzione di Hamoodur Rahman, presidente della Corte suprema del Pakistan. Sul piano delle relazioni internazionali, Islamabad rimase delusa dallo scarso supporto fornito dagli Stati Uniti in questo nuovo periodo di crisi del paese, e di conseguenza si strinse ancora di più alla sua alleanza strategica con la Cina; furono inoltre rafforzate le relazioni con i ricchi Stati arabi del Golfo Persico, di fondamentale importanza per la ricostruzione economica della nazione. In molti pakistani si rafforzò l'idea che l'India stesse progettando uno smembramento dello stesso Pakistan; la costante paura dell'India portò all'avvio da parte del Pakistan, nel 1972, di un proprio programma per la costruzione di armi nucleari.

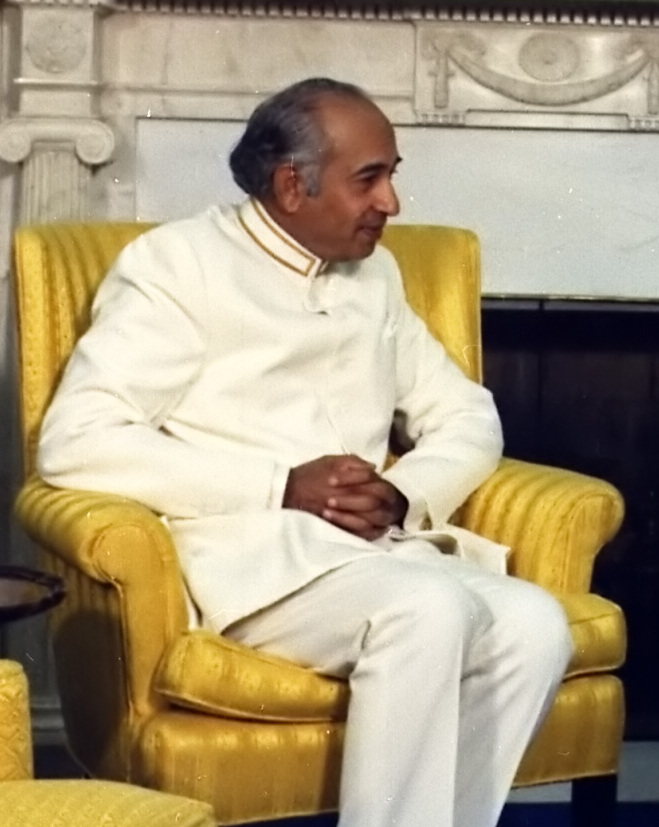
Zulfiqar Ali Bhutto nel 1974

Il nuovo governo del presidente Zulfiqar Bhutto, il primo capo di stato civile al potere in Pakistan dal 1958, avviò riforme di stampo socialista, per quanto temperate dall'anima profondamente islamica della nazione: diverse industrie di alto valore strategico furono nazionalizzate, venne avviata una vasta riforma agraria e furono aumentati i diritti sindacali dei lavoratori; fu avviata una vasta campagna contro la corruzione nella pubblica amministrazione e 1 400 ufficiali delle forze armate furono epurati. Una nuova costituzione entrò in vigore nell'agosto 1973 stabilendo per il Pakistan un sistema di repubblica presidenziale federale; Bhutto continuò a governare il Pakistan fino al luglio 1977, quando fu deposto da un colpo di stato operato dal generale Muhammad Zia-ul-Haq con il sostegno degli ambienti conservatori della nazione.
Per il Bangladesh, il conflitto indo-pakistano segnò il coronamento della sua guerra di liberazione nazionale e la sua piena costituzione come nazione sovrana. In un paese già devastato da dieci mesi di guerra, dalle uccisioni di massa e dagli stupri perpetrati dalle truppe pakistane, si scatenò una violenta "resa dei conti" da parte dei combattenti del Mukti Bahini nei confronti di collaborazionisti locali e "lealisti" rimasti fedeli al Pakistan, con massacri ed esecuzioni sommarie in ogni angolo del paese. Centinaia di migliaia di migranti di lingua urdu rimasero stanziati nel paese, insediati in campi profughi fatiscenti e privati di ogni diritto legale: lo status di questi "Bihari" o "pakistani incagliati" pesò come un macigno per decenni sulle relazioni tra Pakistan e Bangladesh.

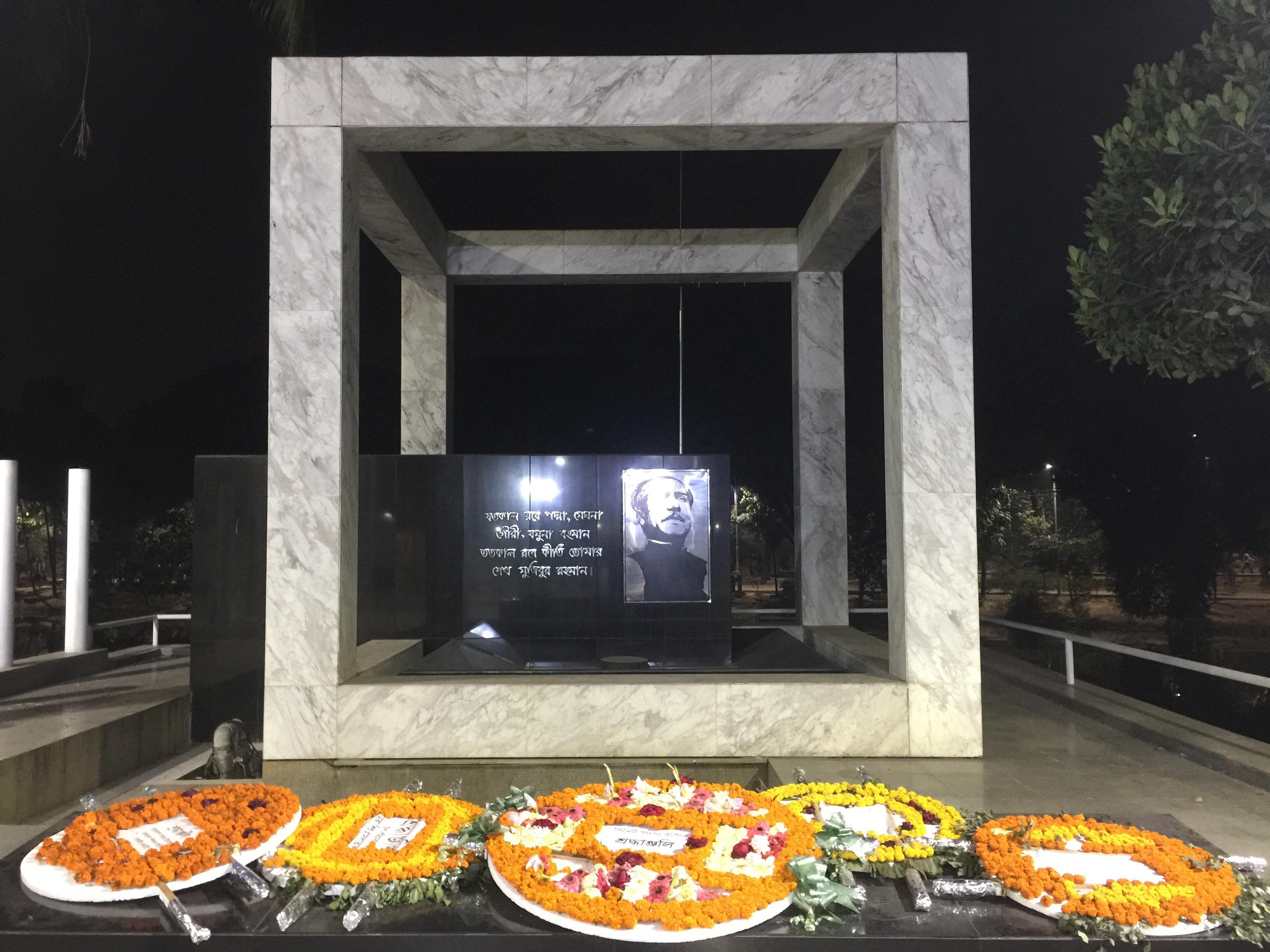
Il moderno memoriale dedicato a Mujibur Rahman a Dacca

Il nuovo Bangladesh fu strutturato come una repubblica parlamentare, e il primo ministro Mujibur Rahman dovette confrontarsi con l'immane compito della ricostruzione economica del paese: nonostante gli aiuti forniti da India e Unione Sovietica, la distruzione delle vie di comunicazione e l'alto livello di corruzione e mercato nero che affliggevano la nazione portarono al collasso il sistema di distribuzione dei viveri e allo scoppio di una violenta carestia nel corso del 1974; la smobilitazione dei guerriglieri del Mukti Bahini si rivelò problematica e bande armate presero a imperversare in varie zone del paese, portando Mujibur Rahman a proclamare l'istituzione della legge marziale e la costituzione di un corpo di sicurezza paramilitare, lo Jatiya Rakkhi Bahini, che divenne di fatto una sua "milizia privata". Davanti al peggiorare della situazione economica e della sicurezza interna, il governo di Mujibur Rahman divenne progressivamente sempre più autoritario: la costituzione approvata nel gennaio 1975 istituì un sistema presidenziale con forti poteri concentrati nelle mani dello stesso Mujibur Rahman, e un mese più tardi il Bangladesh divenne uno Stato a partito unico quando tutti i partiti politici estranei alla Lega Awami furono aboliti, sopprimendo in pratica il parlamento e i diritti fondamentali riconosciuti dalla stessa costituzione. Il regime di Mujibur Rahman sul Bangladesh ebbe una fine violenta il 15 agosto 1975, quando il presidente e tutta la sua famiglia furono giustiziati nel corso di un colpo di stato promosso da ufficiali scontenti dell'esercito.
Sul piano militare, l'India emerse come l'indiscusso vincitore del conflitto, per quanto in definitiva i risultati politici ottenuti da questa vittoria furono inferiori alle attese. Il paese ottenne un riconoscimento come grande potenza regionale, coronato dalla conduzione, il 18 maggio 1974, del suo primo test nucleare che sancì il suo ingresso, prima nazione del "terzo mondo", nel ristretto circolo degli Stati con armi nucleari; il conflitto, tuttavia, confermò lo stato di tensione nei rapporti tra India e Stati Uniti, in ragione della conclamata stretta relazione stabilita da Nuova Delhi con l'Unione Sovietica. Contrariamente alle aspettative, la guerra fece poco per ridurre la minaccia di un nuovo conflitto con il Pakistan: l'"eliminazione" del Pakistan orientale, paradossalmente, semplificò le prospettive militari di Islamabad, che poteva ora concentrarsi in caso di un'ulteriore guerra su un unico fronte, mentre dopo una "luna di miele" piuttosto breve le relazioni tra India e Bangladesh iniziarono a peggiorare rapidamente, in ragione di mai risolti problemi di delimitazione delle frontiere che portarono anche a scaramucce di confine. La speranza che l'accordo di Simla potesse portare a una definizione dell'annosa questione della spartizione del Kashmir si rivelò effimera: la mancanza di una chiara linea di demarcazione nell'impervia zona del Ghiacciaio Siachen portò ben presto a una nuova guerra tra India e Pakistan, che benché su scala molto più ridotta rispetto al conflitto del 1971 sancì l'impossibilità di addivenire a una risoluzione definitiva della questione del Kashmir.

## Nella cultura di massa
La prolifica industria cinematografica indiana ha dedicato svariate pellicole agli eventi della guerra del 1971:
- Hindustan Ki Kasam (1974), regia di Chetan Anand: il film è dedicato principalmente ai combattimenti aerei nel corso delle operazioni nel Pakistan orientale.
- Aakraman (1975), regia di J. Om Prakash: un triangolo amoroso ambientato durante la guerra.
- Border (1997), regia di J. P. Dutta: il film mette in scena una versione romanzata degli eventi della battaglia di Longewala (4-7 dicembre 1971) sul fronte occidentale.
- 1971 (2007), regia di Amrit Sagar: il film segue le vicende di un gruppo di soldati indiani presi prigionieri dai pakistani durante la guerra del 1971.
- The Ghazi Attack (2017), regia di Sankalp Reddy: una versione romanzata dell'affondamento del sottomarino pakistano Ghazi.
- 1971: Beyond Borders (2017), regia di Major Ravi: il film segue le vicende di un personaggio modellato sulla figura del colonnello Hoshiar Singh, che nella guerra del 1971 fu insignito della massima onorificenza indiana, la Param Vir Chakra.

All'affondamento del sottomarino Ghazi è dedicato anche il film pakistano Ghazi Shaheed (1998), regia di Kazim Pasha.

### Esplicative
1. ↑  Data adottata convenzionalmente; i primi scontri armati su ampia scala tra India e Pakistan presero vita già a partire dall'ottobre-novembre 1971.
2. ↑  Contenzioso già degenerato in una guerra aperta tra India e Cina nell'ottobre - novembre 1962.
3. ↑  I Vampire, ormai obsoleti, non erano usati più come velivoli da combattimento di prima linea ma solo come ricognitori o aerei d'addestramento; vedi Da Frè 2015, p. 86.
4. ↑  Il B-57 era la versione statunitense del bombardiere britannico Canberra impiegato anche dagli indiani.
5. ↑  Alcuni degli F-6A pakistani furono modificati per poter imbarcare il missile Sidewinder statunitense, un insolito (per l'epoca) connubio tra sistemi d'arma del blocco occidentale e del blocco orientale; vedi da Frè 2015, p. 85.
6. ↑  La Khukri, al comando del captain Mahendra Nath Mulla, fu la prima unità navale a essere affondata da un mezzo subacqueo dalla fine della seconda guerra mondiale; vedi Da Frè 2014, p. 90.
7. ↑  Il governo della Giordania ripagò così l'aiuto ricevuto dal Pakistan nel 1970, quando ufficiali pakistani avevano guidato le forze giordane durante gli eventi del "settembre nero".

### Bibliografiche
1. ↑  Da Frè 2015, p. 82.
2. 1 2 3 4  Da Frè 2015, pp. 82-83.
3. ↑  Gill, pp. 10-11.
4. ↑  Conby & Hannon, p. 48.
5. 1 2 3 4  Gill, pp. 11-12.
6. ↑  Da Frè 2015, p. 88.
7. ↑  Conby & Hannon, p. 11.
8. 1 2 3  Da Frè 2015, pp. 88-89.
9. ↑  Conby & Hannon, p. 49.
10. ↑  Da Frè 2014, p. 88.
11. ↑  Da Frè 2015, pp. 89-91.
12. 1 2 3 4 5  Gill, p. 13.
13. 1 2  Gill, p. 37.
14. 1 2  Gill, pp. 68-90.
15. ↑  Conby & Hannon, pp. 10-12.
16. ↑  Da Frè 2015, pp. 86-88.
17. ↑  Da Frè 2015, pp. 90-91.
18. ↑  Da Frè 2014, pp. 88-89.
19. ↑  Gill, pp. 17, 36.
20. ↑  Gill, pp. 13-14.
21. ↑  Da Frè 2015, pp. 84-86.
22. ↑  Da Frè 2015, p. 91.
23. ↑  Da Frè 2014, pp. 87-88.
24. ↑  Da Frè 2015, pp. 91-92.
25. ↑  Da Frè 2015, pp. 92-93.
26. ↑  Gill, pp. 62-63.
27. ↑  Da Frè 2015, pp. 94-96.
28. ↑  Gill, p. 36.
29. ↑  Gill, pp. 38-41.
30. ↑  Gill, pp. 43-42.
31. ↑  Gill, pp. 44-45.
32. ↑  Gill, pp. 46-47.
33. ↑  Gill, pp. 48-54.
34. ↑  Da Frè 2015, p. 95.
35. ↑  Gill, pp. 58-60.
36. 1 2 3  Gill, p. 55.
37. ↑  Da Frè 2015.
38. ↑  Gill, pp. 17-19.
39. ↑  Gill, p. 20.
40. ↑  Conby & Hannon, p. 12.
41. ↑  Gill, pp. 22-24.
42. ↑  Gill, pp. 25-26.
43. 1 2 3 4  Gill, pp. 27-29.
44. ↑  Gill, pp. 30-31.
45. ↑  Conby & Hannon, pp. 12-13.
46. ↑  Gill, p. 32.
47. ↑  Conby & Hannon, p. 31.
48. ↑  Conby & Hannon, p. 13.
49. 1 2  Conby & Hannon, p. 14.
50. ↑  Da Frè 2014, pp. 90-91.
51. 1 2 3  Da Frè 2014, pp. 89-90.
52. ↑  Conby & Hannon, p. 27.
53. ↑  Gill, p. 63.
54. ↑  Gill, p. 64.
55. 1 2 3 4  Gill, p. 65.
56. 1 2  Da Frè 2014, p. 91.
57. ↑  Da Frè 2015, pp. 96-97.
58. ↑  Conby & Hannon, pp. 14-15.
59. ↑  (EN) Simla Agreement, su mea.gov.in. URL consultato il 10 febbraio 2018.
60. ↑  (EN) Text of the tri-patriate agreement of Bangladesh-Pakistan-India, su genocidebangladesh.org. URL consultato l'11 febbraio 2018.
61. ↑  (EN) Addendum to the Report of the United Nations High Commissioner for Refugees A/9612/Add.2, su unhcr.org. URL consultato l'11 febbraio 2018.
62. ↑  (EN) The Hamood-ur-Rahman Commission Report, su storyofpakistan.com. URL consultato l'11 febbraio 2018.
63. 1 2 3  Gill, p. 66.
64. ↑  Sitara Noor, L'arsenale pakistano è figlio della paura dell'India in A qualcuno piace atomica, Quaderni speciali di Limes, Gruppo Editoriale L'Espresso, n. 2, 2012, p. 137.
65. ↑  (EN) ZULFIQAR ALI BHUTTO, su countrystudies.us. URL consultato il 10 febbraio 2018.
66. ↑  (EN) Bongobondhu Sheik Mujibur Rahaman in 1971-1975, su mujibnagar.com. URL consultato l'11 febbraio 2018.